# 名古屋高速都心環状線
名古屋高速都心環状線（なごやこうそくとしんかんじょうせん）は、愛知県名古屋市の、中区、東区、昭和区、中川区、中村区、西区を環状に回る名古屋高速道路の路線である。

## 概要
各放射線同士を接続する役割を担う時計回りの一方通行路線である。また、都心部との流出入の役割も担うことから愛知県庁、名古屋市役所等の官公庁街をはじめ栄、金山、名古屋駅付近に出入口を設置している。車線は概ね3車線で、一部区間で4車線も存在する。ただし、ジャンクションのカーブ区間では山王JCTを除いて2車線に減少する。路線は日本における他の都市高速道路の環状線と異なり、すべて既存の平面街路の上部に施工されている。
路線番号はC1、英語表記はCircle 1である。「Circle」は環状線の円を意味する。開通当初の路線番号はR、英語表記はRingであったが、高速道路ナンバリングの制定に伴い、中京圏を取り巻く高速道路網との整合性からC1に変更された。高速道路ナンバリングにおける「C」は環状道路を示しており、都心環状線を名古屋における環状高速道路の1番目に数え、より外周の環状高速道路である名古屋第二環状自動車道（名二環）にはC2を、さらに外周の東海環状自動車道（東海環状）にはC3を割り振っている。
上空から見た場合の路線形状は四角に近く、これは都心環状線が直線と急カーブの両極端の組み合わせであることの反映である。このため、直線感覚のまま急カーブのジャンクションに高速進入して事故に至るケースが多発しているが、これについてはジャンクションカーブ節で後述する。
朝夕は錦橋出口付近の渋滞が慢性化しており、この打開策として新洲崎JCT付近に名古屋駅方面に連絡するための新たな出入口を設置する予定である。この計画は2027年に予定されているリニア中央新幹線の名古屋乗入れによるアクセス向上の一環である。また、渋滞は丸田町JCTや明道町JCT付近でも発生しており、理由はジャンクションで都心環状線に合流した直後に別のジャンクションまたは出口で分流があることから、合流した車両と分岐しようとする車両が交差する『織り込み交通』が生じることである（下図）。
道路法上は、愛知県道高速名古屋朝日線（中村区名駅四丁目 - 清須市朝日）・愛知県道高速名古屋新宝線（中村区名駅四丁目 - 東海市新宝町）・名古屋市道高速2号（北区大我麻町 - 緑区大高町）の各一部と、名古屋市道高速分岐2号（西区那古野二丁目 - 東区泉二丁目）・名古屋市道高速分岐3号（中川区山王三丁目 - 昭和区御器所一丁目）のそれぞれ全部からなる。

### 路線データ
- 起点 : 愛知県名古屋市東区泉二丁目
- 終点 : 愛知県名古屋市東区泉二丁目
- 距離 : 10.3 km[16]
- ランプ : 8箇所（入口および出口とも4箇所ずつ）
- 分岐 : 6箇所
- 車線 : 3車線 - 4車線[16]
- 速度規制：直線部・最高速度60km/h、曲線部・最高速度50 km/h[16]

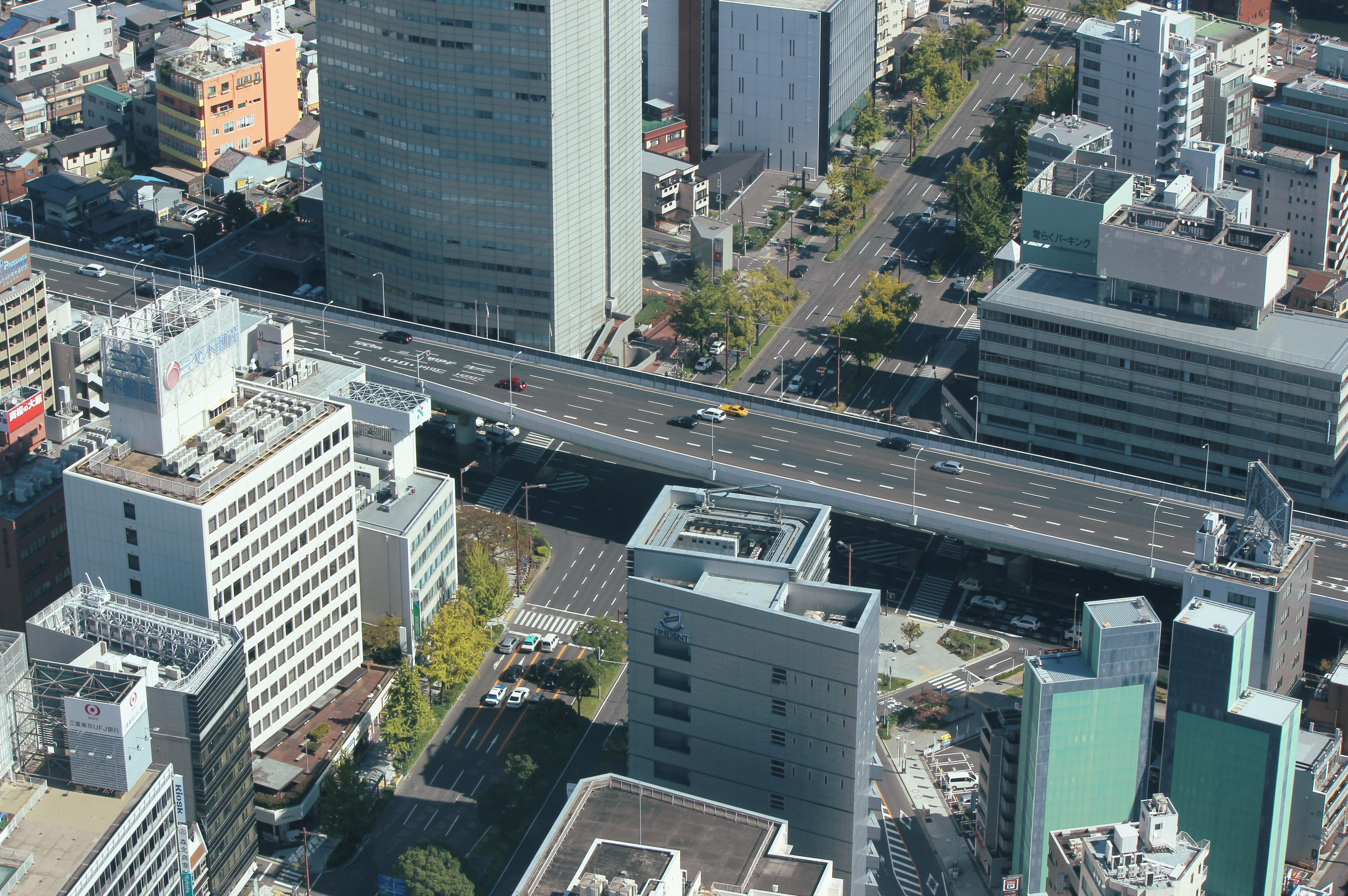
都心環状線は基本3車線の一方通行方式
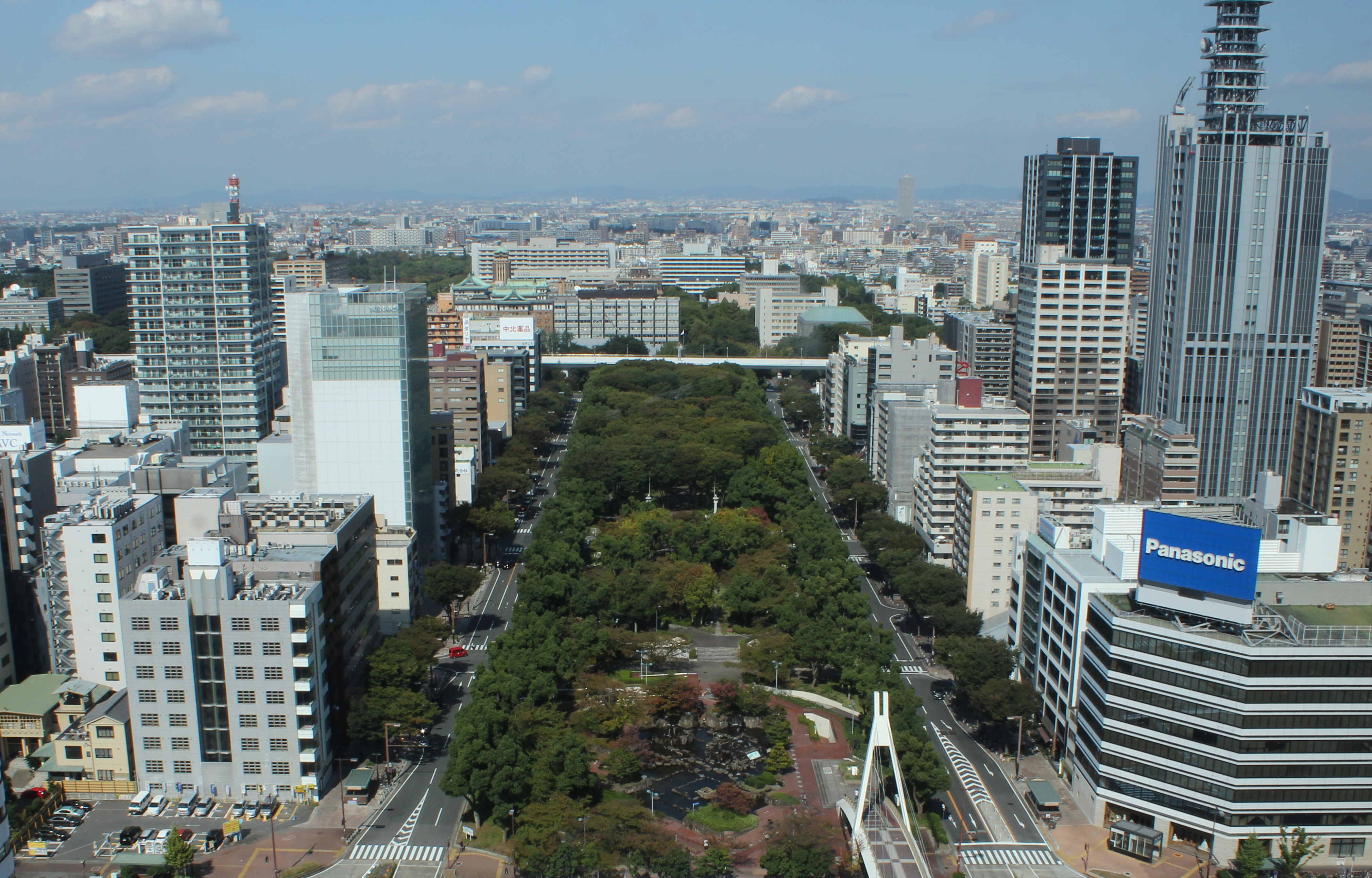
久屋大通と都心環状線。奥に愛知県庁と名古屋市役所が所在。名古屋の中枢箇所を通過する。
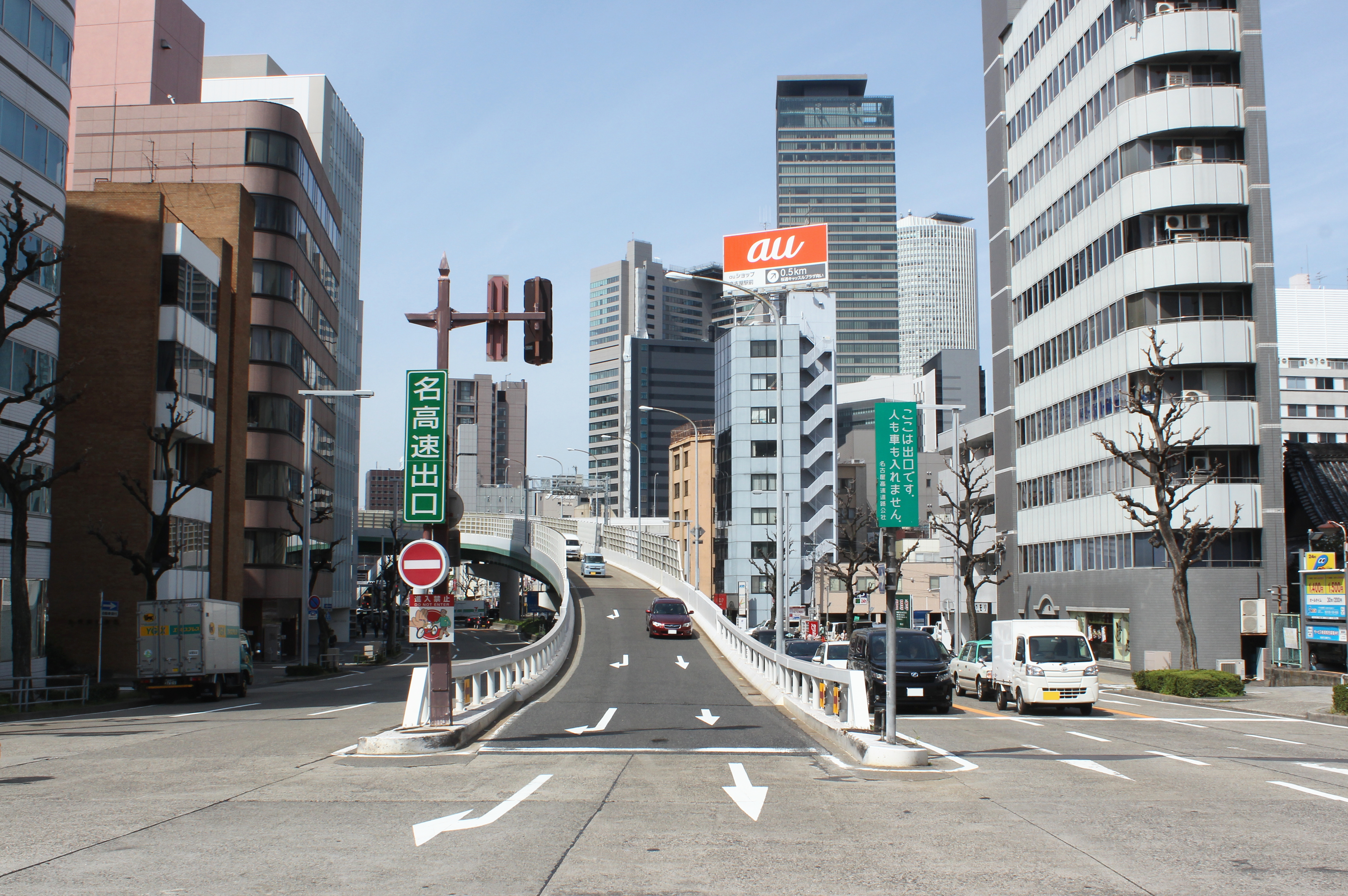
複数の出入口を設け都心部とコンタクト出来る（錦橋出口）。
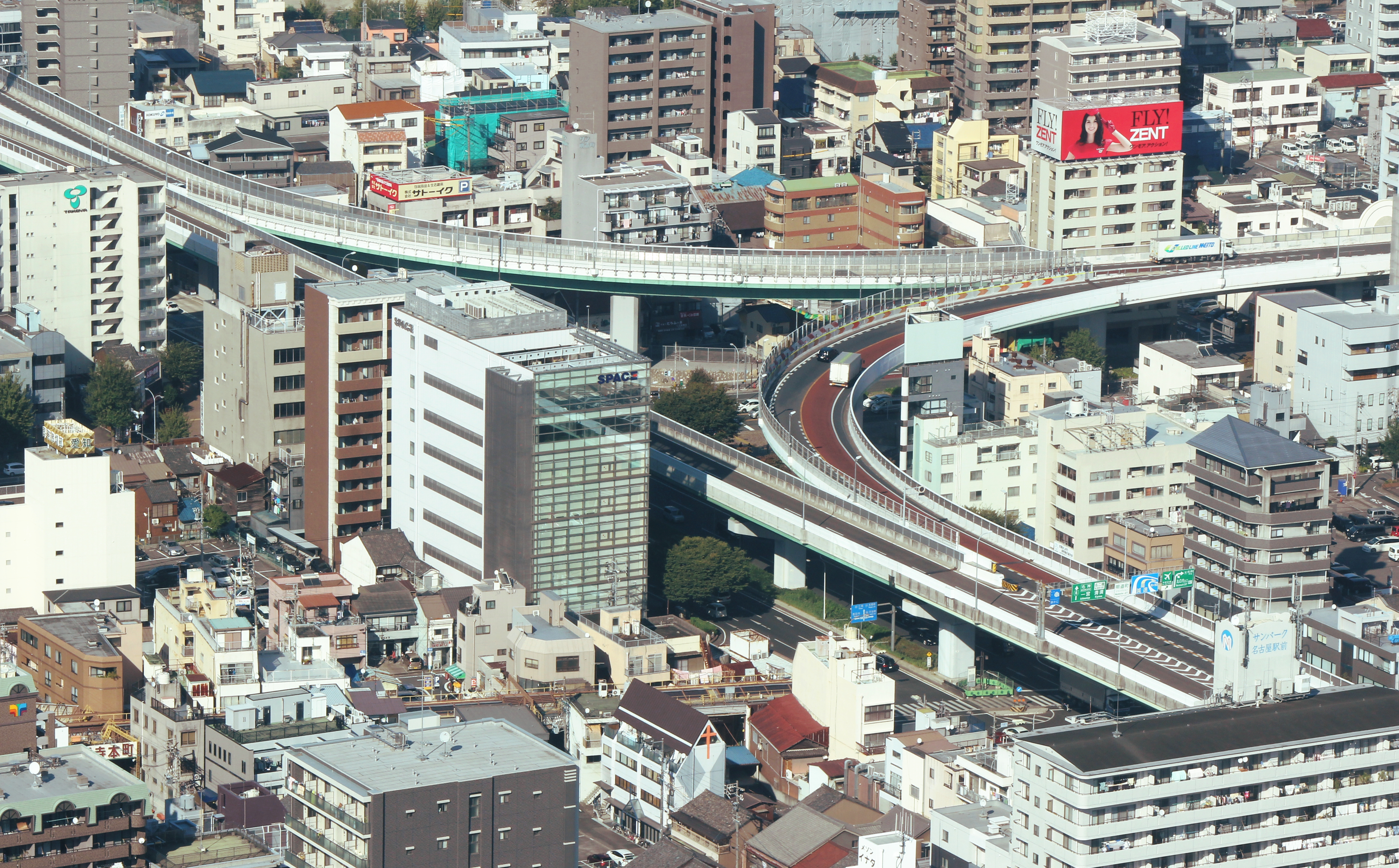
急カーブのジャンクションが都心環状線の大きな特徴（明道町JCT）
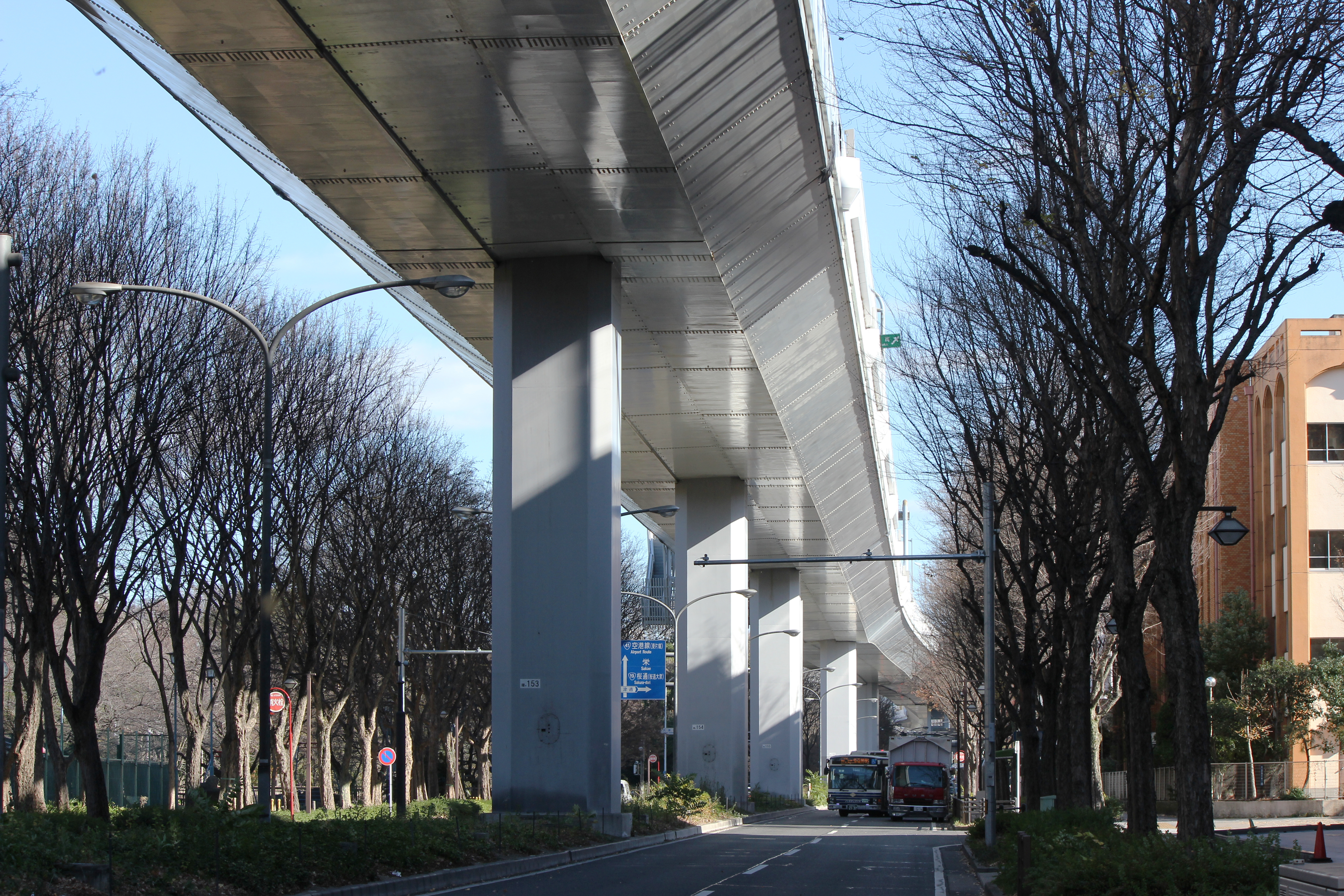
名古屋城外堀区間では景観、生態系に配慮した構造。

## 出入口など
- 全区間愛知県名古屋市内に所在。
- 施設名欄の背景色が■である部分は施設が供用されていない、または完成していないことを示す。未開通区間の名称は仮称。
- （間）は他の道路を介して接続している間接接続
- 英略字は以下の項目を示す。
JCT：ジャンクション

| 出入口 番号  | 施設名     | 接続路線名 | 起点 から （km） | 備考                             | 所在地 |
| ------------ | ---------- | --- | ---------------- | -------------------------------- | ------ |
| ↓都心環状線↓ |            | |                  |                                  |        |
| -            | 東片端JCT  | 楠線 | 0.0              |                                  | 東区   |
| C01          | 東新町出口 | 名古屋市道堀田高岳線（空港線） （間） 国道19号（桜通） （間）錦通 （間）愛知県道60号名古屋長久手線（広小路通）                           | 0.6              | 1号楠線との集約出口              | 東区   |
| C02          | 東新町入口 | 名古屋市道堀田高岳線（空港線） （間） 国道41号（空港線） （間） 国道19号（桜通） （間）錦通 （間）愛知県道60号名古屋長久手線（広小路通） | 1.4              |                                  | 中区   |
| -            | 丸田町JCT  | 東山線 東名・高針方面 | 1.7              |                                  | 中区   |
| -            | 鶴舞南JCT  | 大高線 | 2.9              |                                  | 昭和区 |
| C03          | 東別院出口 | 前津通 （間）大須通 | 4.1              |                                  | 中区   |
| C04          | 東別院入口 | 名古屋市道山王線（山王通） （間）大津通                                                                                                  | 4.9              |                                  | 中区   |
| -            | 山王JCT    | 東海線 | 5.2              |                                  | 中川区 |
| -            | 新洲崎出口 | （間）名駅通 |                  | 設置予定 2号東山線との集約出入口 | 中村区 |
| -            | 新洲崎入口 | （間）名駅通 |                  | 設置予定 2号東山線との集約出入口 | 中村区 |
| -            | 新洲崎JCT  | 万場線 | 6.3              |                                  | 中村区 |
| C05          | 錦橋出口   | 錦通 （間） 国道19号（伏見通） | 7.1              | 出口はUターン可                  | 中村区 |
| C06          | 名駅入口   | 錦通 （間）愛知県道68号名古屋津島線（名駅通）                                                                                            | 7.6              |                                  | 中村区 |
| -            | 明道町JCT  | 清須線 | 8.1              |                                  | 西区   |
| C07          | 丸の内出口 | 国道22号（伏見通） （間） 国道19号（桜通・伏見通） （間）愛知県道68号名古屋津島線（桜通）                                                | 8.7              | 出口はUターン可                  | 中区   |
| C08          | 丸の内入口 | 国道22号（伏見通） （間）愛知県道215号田籾名古屋線（出来町通）                                                                           | 9.3              |                                  | 中区   |
| -            | 東片端JCT  | 楠線 | 10.3             |                                  | 東区   |
| ↓都心環状線↓ |            | |                  |                                  |        |

## 歴史

### 開通前
| 首都高速中央環状線の上下線分離方式の高架2層構造（画像左）と2号東山線の半地下構造（画像右）。都心環状線の計画段階ではこのタイプが考案された。 |  | 首都高速中央環状線の上下線分離方式の高架2層構造（画像左）と2号東山線の半地下構造（画像右）。都心環状線の計画段階ではこのタイプが考案された。 |
| 首都高速中央環状線の上下線分離方式の高架2層構造（画像左）と2号東山線の半地下構造（画像右）。都心環状線の計画段階ではこのタイプが考案された。 |  | |

| 換気施設が計画された米国領事館跡（現在の愛知県図書館）付近（画像左）と大津橋交差点から久屋交差点にかけての地下鉄名城線との交差部（画像右）。仮に高速道路を地下、半地下式とした場合、換気所の建設と維持費用に加え、久屋大通との交差点付近を盛り土する必要が生じ、工期の長期化に加え工費が跳ね上がるとされた。 |  | 換気施設が計画された米国領事館跡（現在の愛知県図書館）付近（画像左）と大津橋交差点から久屋交差点にかけての地下鉄名城線との交差部（画像右）。仮に高速道路を地下、半地下式とした場合、換気所の建設と維持費用に加え、久屋大通との交差点付近を盛り土する必要が生じ、工期の長期化に加え工費が跳ね上がるとされた。 |
| 換気施設が計画された米国領事館跡（現在の愛知県図書館）付近（画像左）と大津橋交差点から久屋交差点にかけての地下鉄名城線との交差部（画像右）。仮に高速道路を地下、半地下式とした場合、換気所の建設と維持費用に加え、久屋大通との交差点付近を盛り土する必要が生じ、工期の長期化に加え工費が跳ね上がるとされた。 |  | |

浅間町交差点から清水口交差点間に建設される筈だった高速分岐1号（破線部）。計画段階で廃止され陽の目を見ることはなかった。また、高速分岐2号は計画途中から半地下式に変更されたが、その後高架式に再変更された。

都心環状線は、原初計画案では双方向式の片側3車線（往復6車線）で考案された。その内訳は、高架2層式として、上層と下層で3車線ずつ、合わせて6車線という内容で、明道町JCT - 東片端JCT間（高速分岐2号）と浅間町交差点から清水口交差点との間で計画された高速分岐1号が高架1層の片側一方通行式2車線（高速分岐1号と高速分岐2号を合わせて双方向とした）、鶴舞南JCT - 山王JCT間（高速分岐3号）が高架2層式片側2車線（上下合わせて4車線）とされた。
しかしながら、1970年代半ばに高まりを見せていた都市高速建設反対運動のうねりは都心部の環状ルートの在り方まで再検討を迫ることになった。もっとも、名古屋市の道路事情は年々交通渋滞が慢性化し、一刻も早い渋滞解消を望む高速道路建設促進派が多数を占めることで、名古屋市としては反対派と促進派の陳情を天秤にかけることになった。その結果、建設は続行とするが、地域住民に配慮して環境保全に万全を期する意図から可能な限り地下、半地下方式を採用することになった。また、交通量の将来予測を再検討した結果、当初予測の4分の3程度に下回ることが予見されたことに加え、環状部のダブルデッキによるジャンクションが複雑化して建設の難易度が高いことも加味され、これらを検討した結果、環状部の大幅な簡略化を断行することになった。
環状部の構造変更案は2案出され、1つは都心ループの全面廃止（東西路線の2号東山線が南北2路線を連結するのみ）、もう1案が双方向式を止めて右回り一方通行方式として高速分岐1号を廃止する案であった。前者は分岐線が無いぶん工費は安いが、南北路線2本を連結する2号東山線の新洲崎JCT - 丸田町JCT間が最低3層必要で構造が複雑、後者は工費は高いが高架構造やJCTをシンプルにできるうえに日照、排気ガス、テレビ障害等の克服に有利で、公社も当案を腹案として練っていた。結果的に後者が採用され、時計回りの3車線一方通行方式として、高速分岐2号とそれに接続する高速1号と高速3号の一部が地下構造に変更された。併せて構造変更に伴う建設費増大を抑制するために4号東海線と6号清須線は整備計画から除外され、これらは1976年（昭和51年）11月に都市計画決定された。
高架式に比べ半地下、地下（トンネル）方式は工事費が2倍以上になることは変更時点で既に判明していたことであるが、1982年（昭和57年）にもなっていよいよ採算性が悪化することで将来の償還計画に影響することが認識され、地下鉄や河川を跨ぐことで工事の難易度が増し工期も長期化することが問題となった。特に外堀通は地表近くを市営地下鉄名城線が横断することから、この直上を半地下式で構築すれば付近の平面道路を300mに渡って約2mのかさ上げを要することで工期が長引くことが問題視された。そして、この半地下区間を挟む明道町と東片端の区間はトンネル式（地下構造）であることから排気ガスを外へ出すための換気所が必要となる。これは景雲橋と東片端の2か所に計画されたが、これによるさらなる事業費の増大が懸念された。
公社は利用者が支払う通行料金で建設に係る借金を返済する償還方式を採用することから、利用台数が伸びなければ料金収入が減り、借金返済が厳しさを増すうえに、営業収支の赤字を賄うための新たな借金を背負う悪循環に陥る。さらに通行料金を値上げすれば利用台数が減少することから大幅な値上げは出来ない。よって、通行台数を上げるには建設が滞っている路線を一刻も早く開通させ、路線ネットワークを拡大することが急務となるが、この半地下、地下方式では工期の長期化と工事の停滞が相まってネットワーク構築の大きな障害となっていた。
また、年数を重ねるごとに建設費用が高騰することと路線ネットワークが未構築のために通行台数が予定を下回ることは、建設工事に要する支出ばかりが増長して通行料金収入が伸び悩むことを意味し、結果、増大する借金のみならず利息さえ払うに難儀する状況にも置かれた。なお、この当時（1984年度）の公社の財務状況は通行料金収入36億円に対し、借金の返済は48億円で、日換算で600万円の赤字経営となっていた。このため、公社は環状部とそれに連結する道路を高架式に戻すことを名古屋市に持ち掛け、これを基に協議した結果、高架式に戻すことを決定、1987年（昭和62年）8月に都市計画変更された。 これ以後、障害のなくなった都心環状線と1号楠線は全線開業に向けて工事のスピードを速め、1995年（平成7年）9月に全線の供用に漕ぎ着けた。

### 開通後

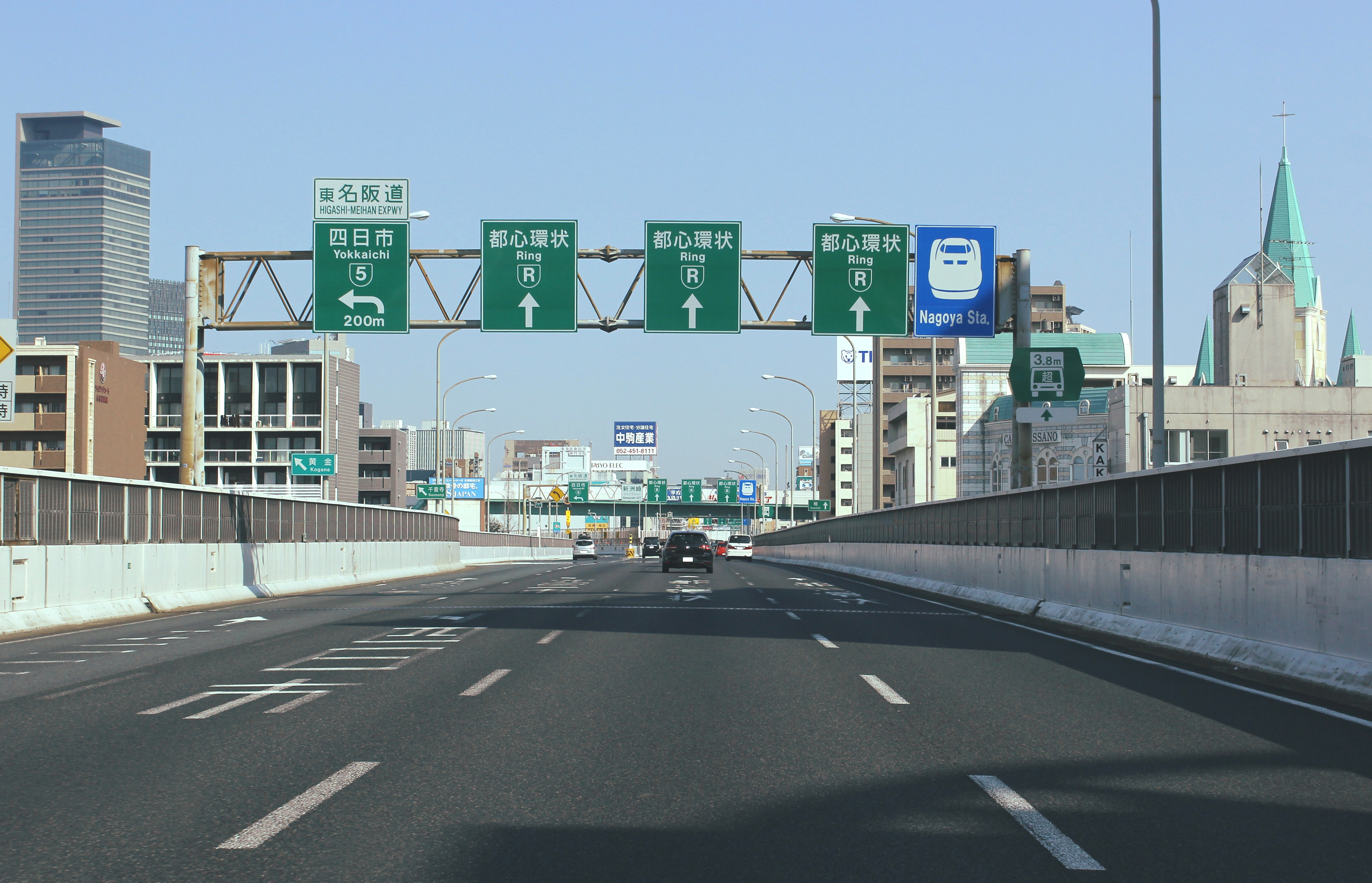
全線開通後（1995年）の路線番号は「R」であった。

都心環状線は5段階に分けた部分開通によって路線を延伸のうえ全線開通を見ている。第1期は東新町入口 - 鶴舞南JCT - 東別院出口、第2期は新洲崎JCT - 名駅出口（現・錦橋出口）、第3期は東別院出口 - 新洲崎JCT、第4期は名駅出口 - 丸の内出口、第5期が丸の内出口 - 東新町入口間開通による全線開通である。なお、全線開通を機に路線名を「都心環状線」と制定し、路線番号を「R」(Ringの頭文字）とした。
都心環状線の延伸はそのまま通行台数の向上となって現れ、放射道路が都心で繋がることの重要性が如実に示されることになった。放射道路の単体で開通した3号大高線の通行台数が長らく伸び悩んでいたものが、都心環状線の一部分にせよ接続したことでその利便性から利用台数が上昇に転じ、東名阪自動車道と接続する5号万場線が3号大高線と都心小ループで接続されるとさらに上昇した。公社の経営も赤字から黒字に転換し、1995年（平成7年）の都心環状線全線開業では1号楠線とも接続されたことで2万8千台増の15万4千台まで増加している。
なお、新洲崎JCTは将来のリニア開通を見据えて、名古屋駅付近へ乗入れるための出入口の増設が決定している。
2017年（平成29年）12月には高速道路ナンバリングとの整合性に配慮して、都心環状線の路線番号を「R」から「C1」に変更すると発表、準備完了後に順次変更した。

### 年表
- 1970年（昭和45年）9月25日 : 最初の都市計画が認可[52]。この時点で都心環状線は分岐3路線を持った双方向通行式とされた[53]。
- 1974年（昭和49年）9月12日 : 名古屋市議会建設環境部会で本山市長は名古屋高速のうち可能な範囲で半地下、地下方式を採用することを表明[26]。
- 1975年（昭和50年）5月27日 : 名古屋市は市議会建設環境部会に名古屋都市高速道路素案を提出。この中で都心環状ルートについて3車線一方通行方式とすることを提示[29]。
- 1976年（昭和51年）
  - 6月1日 : 市議会建設環境部会が都市計画変更原案（3車線一方通行方式の採用、半地下、地下式の採用等）を了承[54]。
  - 11月29日 : 都市計画変更。都心環状線を双方向通行式から1方向通行方式に改め、これに伴い高速分岐1号を廃止。高速分岐2号は高架式を半地下式に変更し[55]、高速分岐3号は高架2層式を1層式に変更[30]。
- 1977年（昭和52年）5月25日 : 高速3号は都心環状ルートの明道町JCT - 山王JCT間を除いて整備計画から除外[56]。
- 1982年（昭和57年）7月6日 : 愛知県議会公社事業対策委員会で公社理事長は経営的な問題から整備計画の見直し（半地下、地下構造を再度高架構造化）を検討していることを証言[57]。
- 1985年（昭和60年）
  - 3月5日 : 市議会本会議で本山市長が高架再変更を答弁[58]。
  - 5月7日 : 東新町入口 - 東別院出口間の供用を開始し、鶴舞南JCTで3号大高線に接続[3]。
  - 10月15日 : 公社は高架式への見直し案を出資者の名古屋市長と愛知県知事に提出[59]。
- 1986年（昭和61年）
  - 2月15日 : 市議会建設環境部会で西尾市長は都心環状ルートを含む半地下、地下ルートを高架式に戻すことを正式表明[60]。
  - 5月15日 : 市議会建設環境部会で高架式に戻す名古屋市原案を了承、高架化論議は事実上決着[61]。
- 1987年（昭和62年）
  - 8月10日 : 都市計画変更。高速2号と高速3号の一部と高速分岐2号を半地下式から高架式に再変更[41]。
  - 8月31日 : 新洲崎JCT - 名駅出口（現在の錦橋出口）間の供用を開始し、新洲崎JCTで5号万場線に接続[62]。
- 1988年（昭和63年）4月26日 : 東別院出口 - 新洲崎JCT間の供用を開始[63]。また2号東山線が吹上まで延伸され丸田町JCTで接続。併せて当JCTと吹上暫定連絡路経由の都心小ループが完成[64]。
- 1989年（平成元年）6月16日 : 東別院入口を開設[65]。
- 1993年（平成5年）8月25日 : 東片端付近の用地買収の遅延から都心ループの完成が1994年度から1年遅れることを報道発表[66]。
- 1994年（平成6年）9月12日 : 名駅出口 - 丸の内出口間の供用を開始[67]。ただし、この時点では丸の内出口が終点のため利用距離が短いことから名駅入口の供用は見送られた[63]。
- 1995年（平成7年）9月19日 : 丸の内出口 - 東新町入口間の供用を開始し（名駅入口と東新町出口も供用開始[42]、名駅出口は錦橋出口に改称[68]）、全線開通[42]。これに合わせて環状部の名称を「都心環状線」とした[43][注釈 7]。東片端JCTで1号楠線に接続する[69]。これを機に吹上暫定連絡路を廃止（19日午後3時をもって閉鎖[70]）。これを機に通行料金の値上げが実施されたが、20日午前0時からの実施とされた[70]。
- 1999年（平成11年）11月11日 : 丸の内入口を開設[71]。
- 2007年（平成19年）
  - 8月6日 : 山王カーブ（山王JCT）の拡幅が完成[72]。
  - 12月9日 : 明道町JCTで6号清須線に接続[72]。
- 2010年（平成22年）9月4日 : 山王JCTで4号東海線に接続[73]。
- 2017年（平成29年）12月22日 : 路線番号を「R」から「C1」に変更すると発表[8]、準備完了後に順次変更[6]。

## 路線状況

### 交通量
24時間交通量（台）　道路交通センサス
| 区間                    | 平成17（2005）年度 | 平成22（2010）年度 | 平成27（2015）年度 |
| ----------------------- | ------------------ | ------------------ | ------------------ |
| 東片端JCT - 東新町出口  | 60,722             | 58,185             | 63,443             |
| 東新町出口 - 東新町入口 | 60,722             | 58,185             | 63,443             |
| 東新町入口 - 丸田町JCT  | 60,722             | 58,185             | 63,443             |
| 丸田町JCT - 鶴舞南JCT   | 60,722             | 58,185             | 63,443             |
| 鶴舞南JCT - 東別院出口  | 58,131             | 57,303             | 59,717             |
| 東別院出口 - 東別院入口 | 58,131             | 57,303             | 59,717             |
| 東別院入口 - 山王JCT    | 58,131             | 57,303             | 59,717             |
| 山王JCT - 新洲崎JCT     | 53,464             | 55,162             | 60,819             |
| 新洲崎JCT - 錦橋出口    | 53,464             | 55,162             | 60,819             |
| 錦橋出口 - 名駅入口     | 53,464             | 55,162             | 60,819             |
| 名駅入口 - 明道町JCT    | 53,464             | 55,162             | 60,819             |
| 明道町JCT - 丸の内出口  | 46,184             | 45,185             | 51,569             |
| 丸の内出口 - 丸の内入口 | 46,184             | 45,185             | 51,569             |
| 丸の内入口 - 東片端JCT  | 46,184             | 45,185             | 51,569             |

（出典：「平成22年度道路交通センサス」・「平成27年度全国道路・街路交通情勢調査」（国土交通省ホームページ）より一部データを抜粋して作成）
- 令和2年度に実施予定だった交通量調査は、新型コロナウイルスの影響で延期された[74]。

## 道路施設

### 時計回りの一方通行の理由
通行方式は時計回りの一方通行である。時計回りの理由は、日本の道路は左側通行であることを利用して、分合流部を左車線外側に統一できるためである。これにより、ランプウェイは本線を跨いで造る必要がなく、ジャンクションの構造を簡素化できるメリットがある。これが反時計回りであると、ランプウェイは本線を跨いで造る必要があり、ジャンクションが複雑化する。また、一方通行であることは、都心の限られた建設空間に複数の車線を設けられるという利点がある。

### 環境対策・都市景観への配慮
| 高速2号（画像左）と高速分岐2号（画像右）。同じ都心環状線を構成するも都市景観の配慮から外観が大きく異なる。画像左の橋脚はスペースデザイナーの提案によってグレーに塗装されている。画像右側の高速分岐2号は都市景観の配慮からオフホワイトで統一された。 |  | 高速2号（画像左）と高速分岐2号（画像右）。同じ都心環状線を構成するも都市景観の配慮から外観が大きく異なる。画像左の橋脚はスペースデザイナーの提案によってグレーに塗装されている。画像右側の高速分岐2号は都市景観の配慮からオフホワイトで統一された。 |
| 高速2号（画像左）と高速分岐2号（画像右）。同じ都心環状線を構成するも都市景観の配慮から外観が大きく異なる。画像左の橋脚はスペースデザイナーの提案によってグレーに塗装されている。画像右側の高速分岐2号は都市景観の配慮からオフホワイトで統一された。 |  | |

外堀通直上を通過する高速分岐2号（明道町JCT - 東片端JCT間）は半地下式で計画されたものを高架式に再変更したことで、名古屋城外堀の景観との融合が課題となった。これについては名古屋市の専門委員のほか、建築家の黒川紀章のアドバイスを取り入れながらデザインを決定した。このため、都心環状線においてこの区間のみ外観が異なり、色彩はオフホワイトで統一され、張出し桁部は化粧板で覆い、柱も威圧感低減の意図から大きく面取りされた八角形の1本柱を特徴とする。そして橋脚は梁を省略して橋桁と剛結した。また、後述のパイプ照明とは別に名古屋城外堀区間以外では従来仕様の柱式道路照明を用いたが、一般的なポールタイプでは都市景観に向かないことから四角柱によるシンプルな照明とした。中央分離帯については周辺環境との調和を図るために円形に盛り土して、そこに地被植物（フッキソウ）を植樹した。
東新町入口 - 高辻出入口間における建設では、地域住民の理解を得るために都市景観に配慮したデザインを行った。特に高架が与える無機質な印象を払拭するためにルーバーを設置のうえ、沿道にはカラータイルを貼るなどして対応した。また、住民側は、高架による地域分断イメージの払拭、商店街はシンボルタワーを制作するための空間の確保のため、橋脚の高さを13 mから18 mに上げるよう要望した。だが、現実問題として、全線18 mに変更するには再度の都市計画変更を要し、ジャンクションにおける合流ランプの構成上の問題、および原則的に立体構造によって鉄道や道路を超える場合など公共的な理由によらず必要以上の高さで建設することはできないとされた。しかしながら、微量の変更ならば公社の裁量で決定できることから、都市計画変更の必要がない15 mという条件で変更することになった。これは着工済みであったにも係わらず実施された。
道路高欄上に取り付ける遮音壁は、大高線では吸音タイプを全面に取り付けたが、日照遮断の問題があることから、透光性の遮音壁を試験的に取り付けることになった。素材はポリカーボネートで、透過率85％の縦じま入とされた。完全透明は、ヘッドライトや太陽光によるドライバーへの影響および、住民のプライバシー保護を理由として不採用とした。取り付け区間は、鶴舞南JCT - 東別院出口間（高速分岐3号）1.1 kmの北側である。防音壁は住民要望によって東新町入口においても取り付けを行った。透光性パネルは、これ以後に建設された路線では改良を加えて採用している。
名古屋高速として最初に開通した3号大高線は、当初コンクリート製の橋脚が無塗装であった。これが沿線住民には大変不評で、公社に対し修景するように要望した。公社はこれに応じ、幾つかの色を挙げて社内投票した結果、薄緑と決定した。公社のシンボルカラーの緑であることと、名古屋が目指すところの「グリーン名古屋」のイメージに合うことが理由であった。なお、住民側は、淡い青を期待していた。ところが、スペースデザイナーに意見を聞いたところ、薄緑では力が強すぎ、周りの環境の自由を奪う、人によっては抵抗が強い色として反対を表明し、たまたま鋼製橋脚のさび止めに塗っているグレーに目を止めて、環境に溶け込み、周囲を引き立たせる色、材質を表す色としてグレーを推薦した。別のデザイナーにも意見を募ったところ、全く同じ主張であった。住民はコンクリートと代り映えしないと不平を漏らしたが、専門家の意見ということもあって最終的に納得した。塗装対象区間は1985年（昭和60年）5月に開通する都心環状線と大高線の円上 - 鶴舞南JCT間とされた。このカラーはその後、他線区にも波及している。

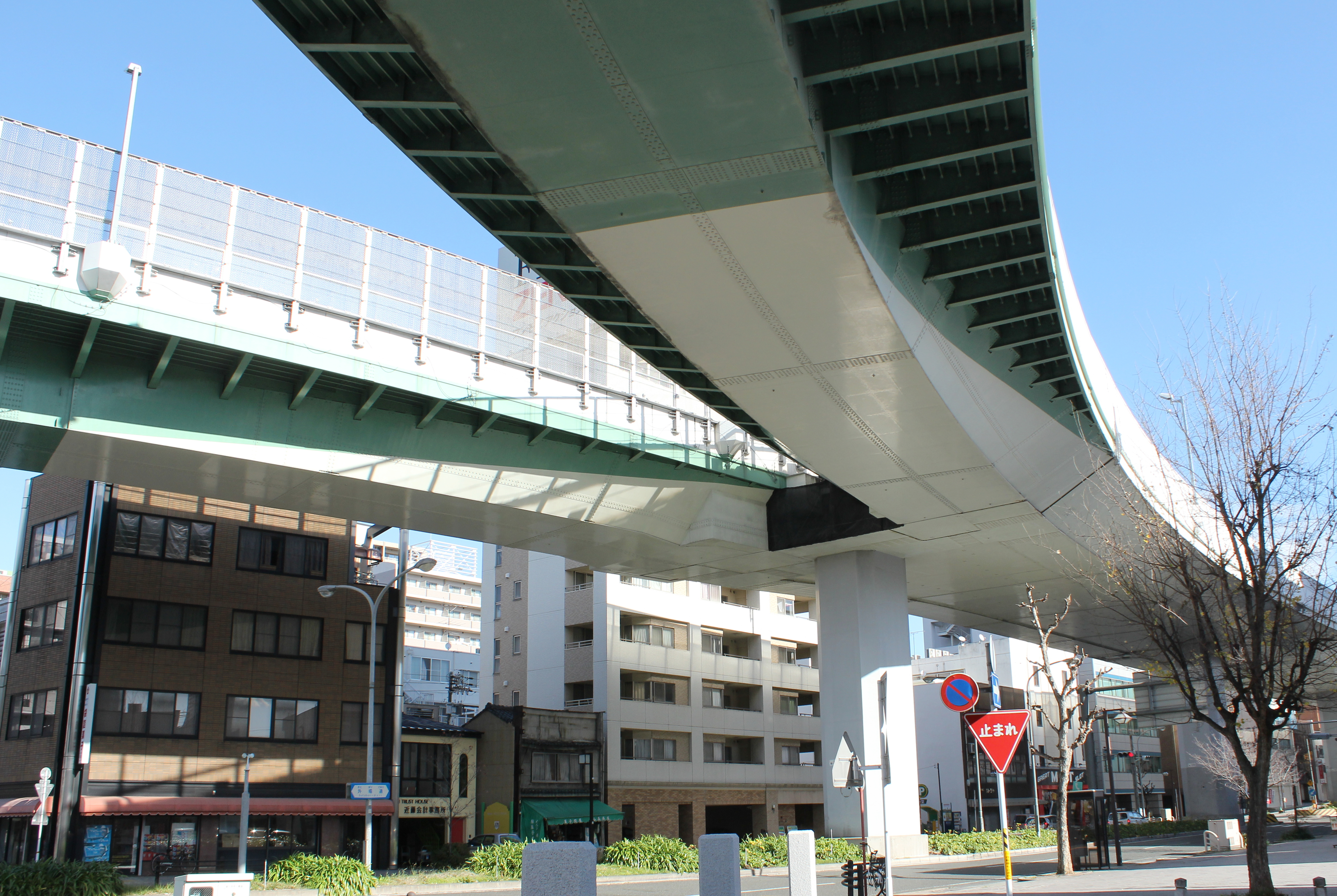
高速分岐2号への移行部。上部桁の張出しを化粧板で覆い、グリーンからホワイトに変化させる。
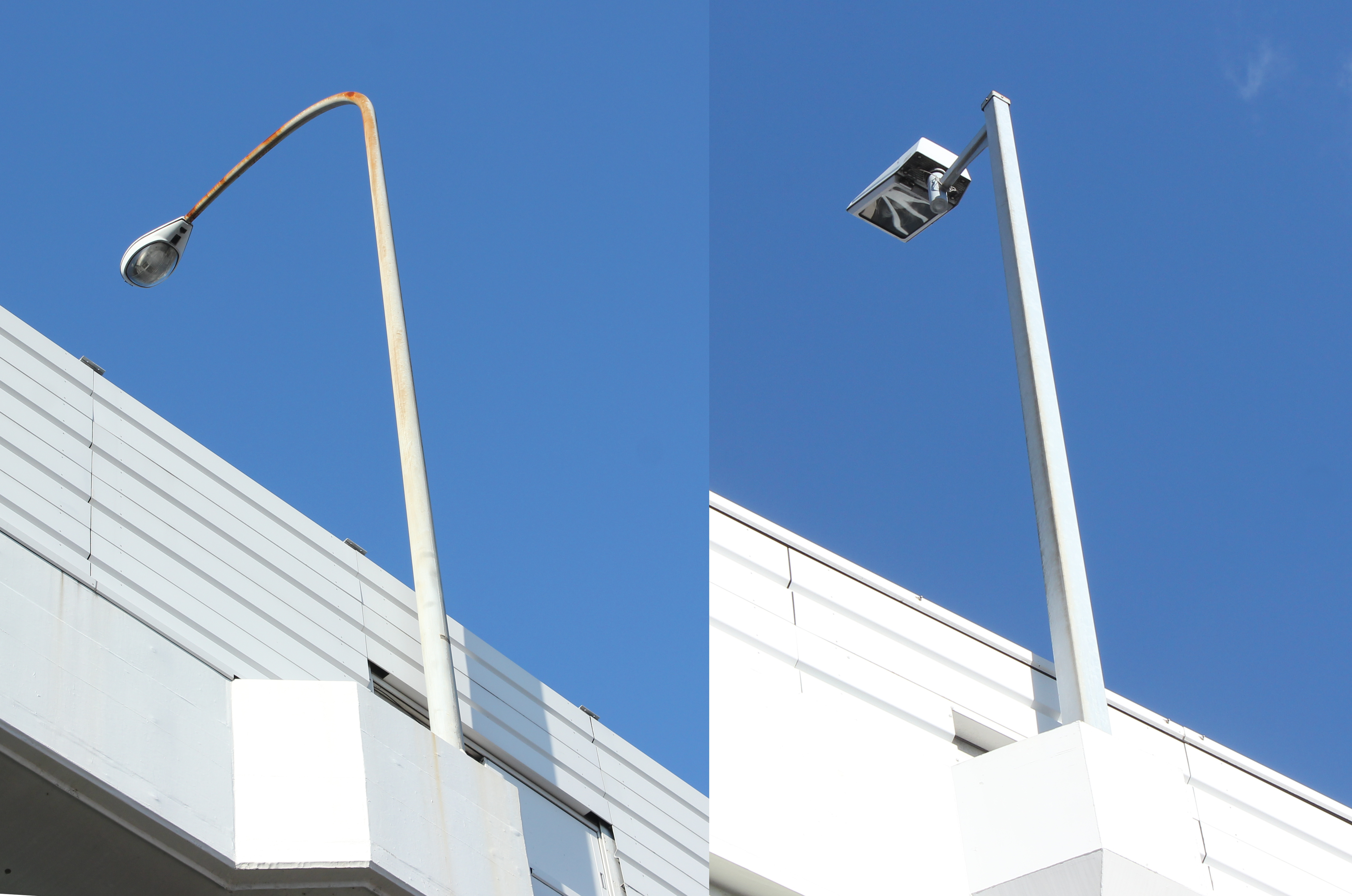
一般的なポール照明（左）と高速分岐2号のポール照明（右）
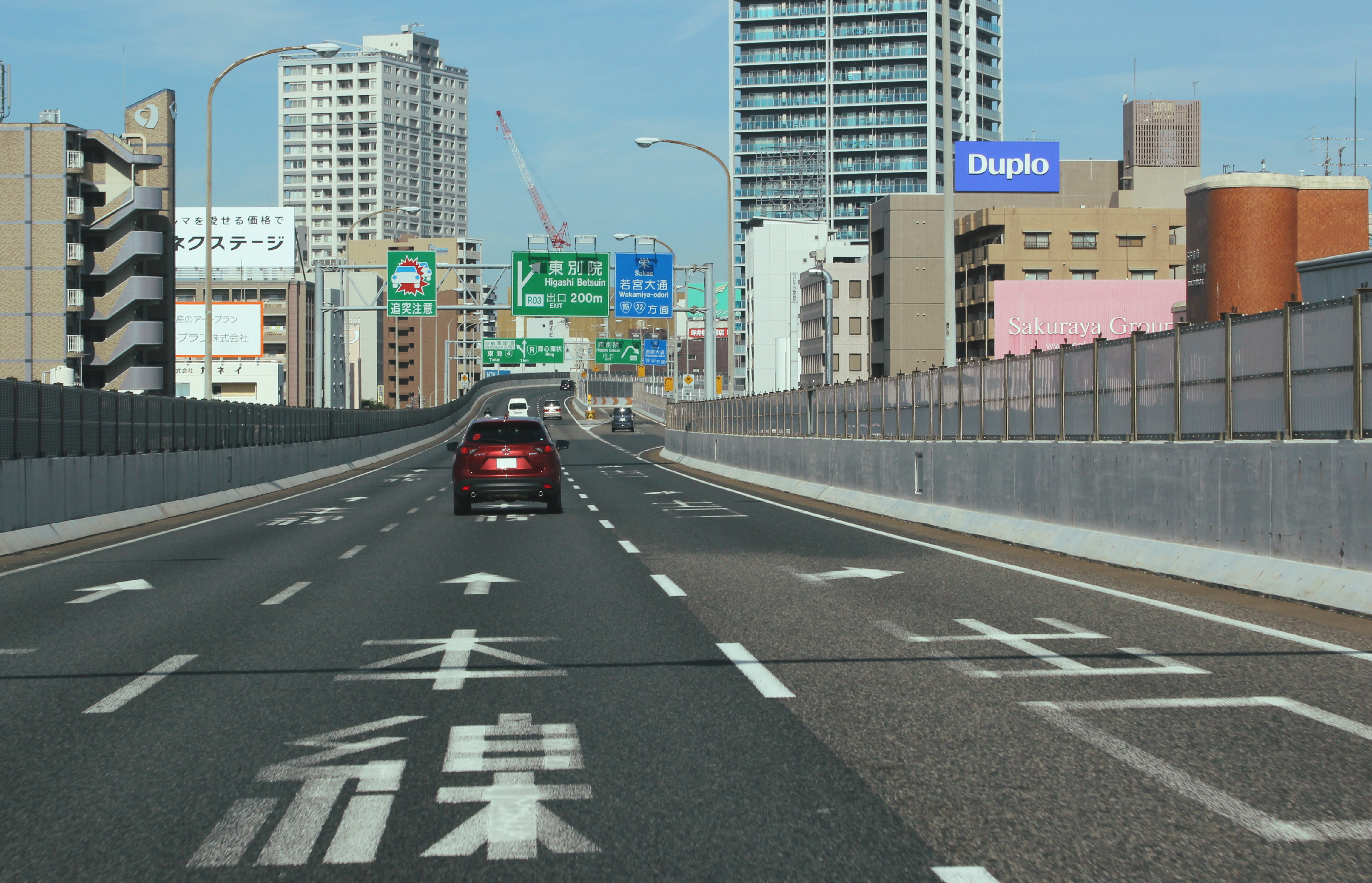
高速分岐3号で試験的に採用された透光性防音パネル（右側）
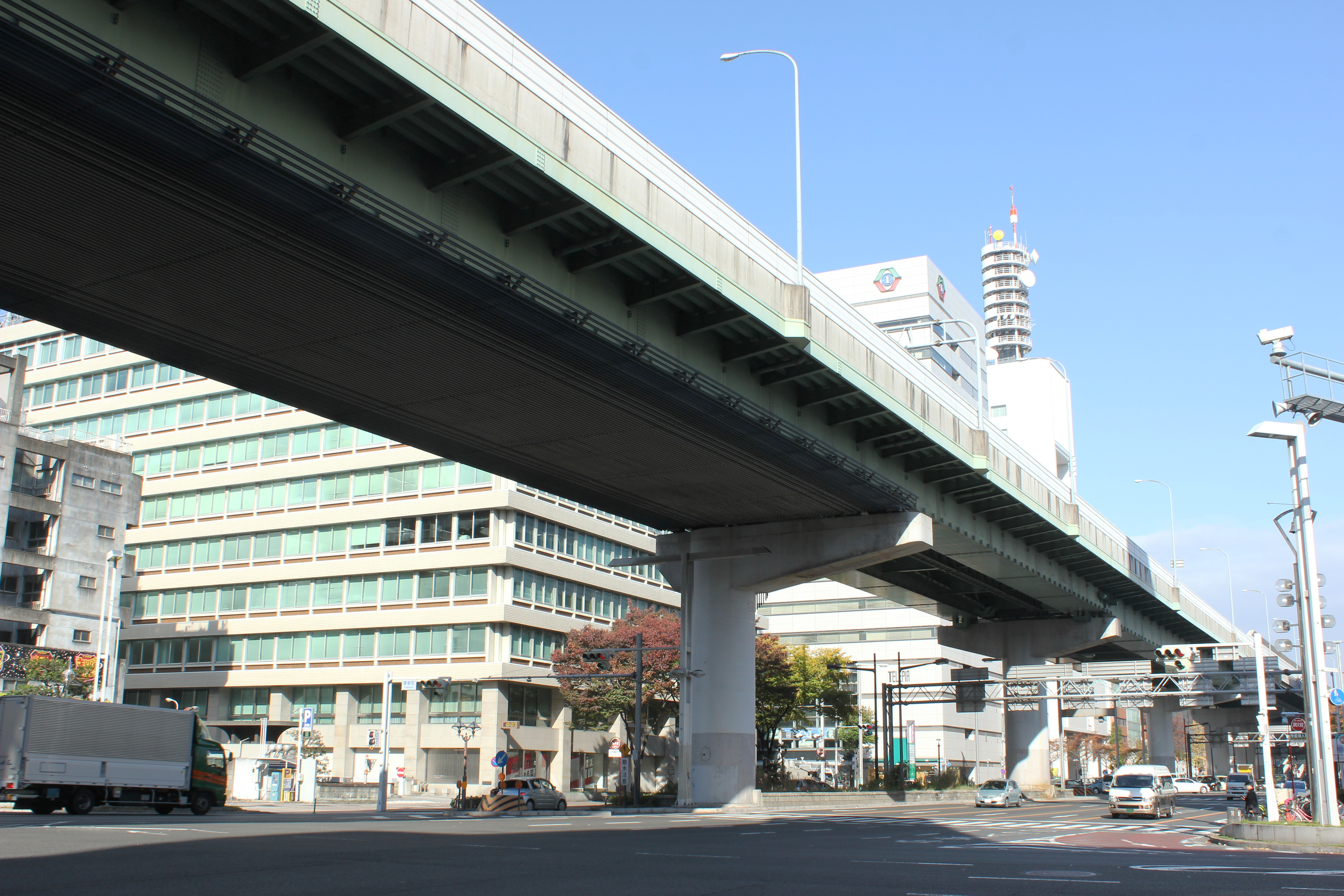
東新町交差点。15mにかさ上げされた高架と背面に設置されたルーバー
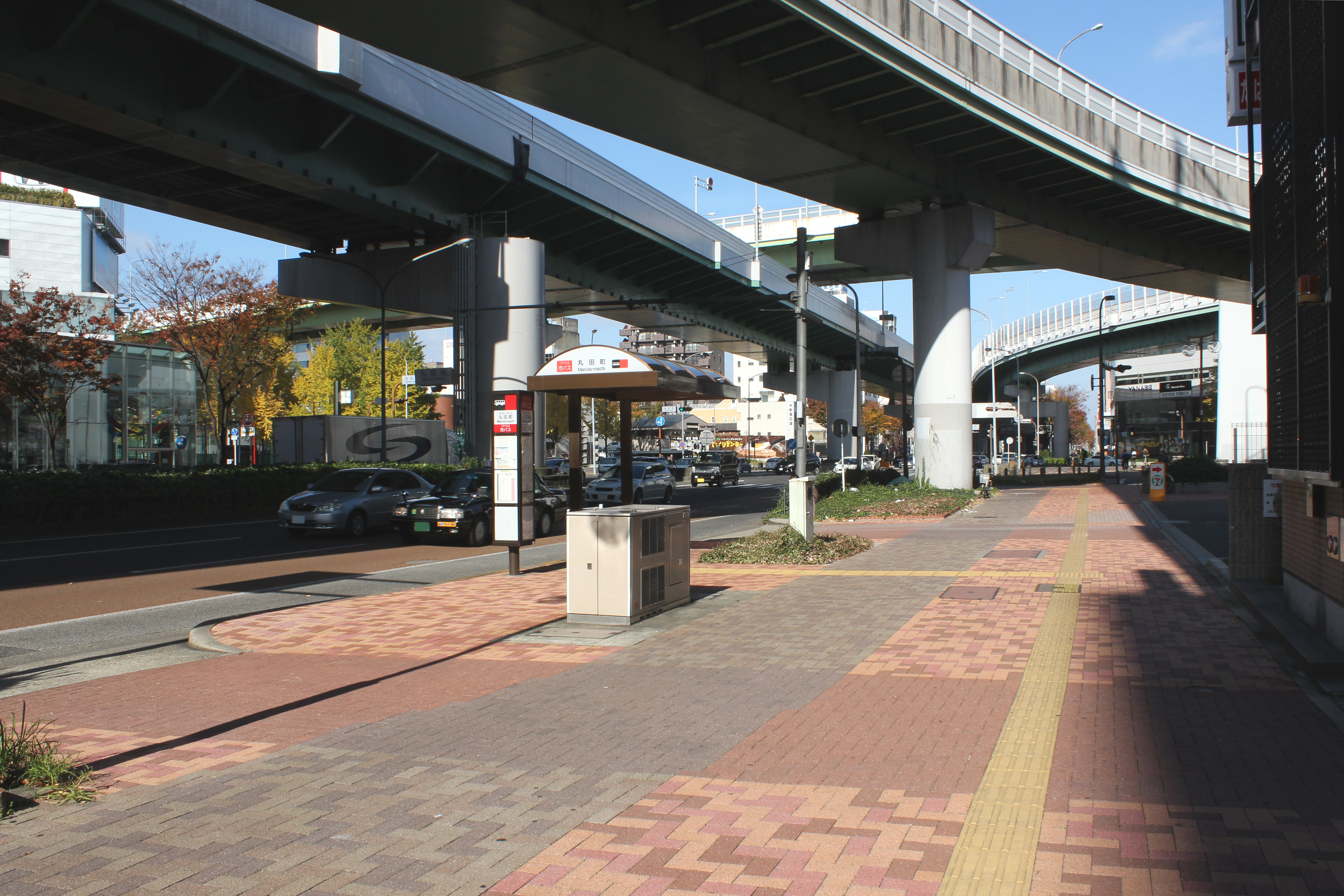
沿道に貼られたカラータイル

### ヒメボタル生息区域への配慮
外堀通の上部を通る高速分岐2号は、名古屋城外堀跡に生息するヒメボタルの生態系保護のため、ヒメボタル生息区域を照射しない照明を要された。しかしながら、道路照明基準に適合する照度を確保する必要もあって、この2点を両立出来る照明方式が模索された。
名古屋高速は原則的にポール照明が採用されているが、景観上の配慮が求められる場合や、外部に光が漏れる光害の恐れがある場合は、別の照明方式が検討される。特に名古屋城外堀区間では、上述の生態系への配慮と共に、外堀の景観とマッチする照明方式が検討された。こうしたことから、道路両脇の高欄に直接照明を載せ、道路に対して長手方向に配列する方式が考案された。この方式では、ポール式と比べて照明高さが極端に低いことから通常の道路照明が使えないなど、照明器具の種類が限定されることになる。さらに、高所から強い光源で照射する場合に比べて、高欄上に載る程度の照明では光源も弱く、光の届く範囲が狭いことから、必然的に照明装置の数が増加する問題もあった。
これらの高欄式照明の弱点を補うべく、プリズムフィルムを使用して光を乱反射のうえ均等発光できるパイプ照明器具を採用することになった。また、蛍光管に比べて長さが12 mあるため照明装置数を抑制できることや、間隔を開けずに連続設置することで夜間における視線誘導性が良いことも理由の一つである。採用区間は元町橋 - 大津橋間の500 mである。ただし、高欄上に直接据え付けるとグレアの影響が懸念されたことから、その対策として高欄上の防音壁上端（路面から2.3 m高さ）に設置した。発光開口部は90°で、全て路面側を向いているが、残る270°を被覆したのは、外堀に光を漏らさないためである。
なお、パイプ照明は黒川出入口のループ区間でも採用され、ポール照明の乱立による景観問題を解消している。

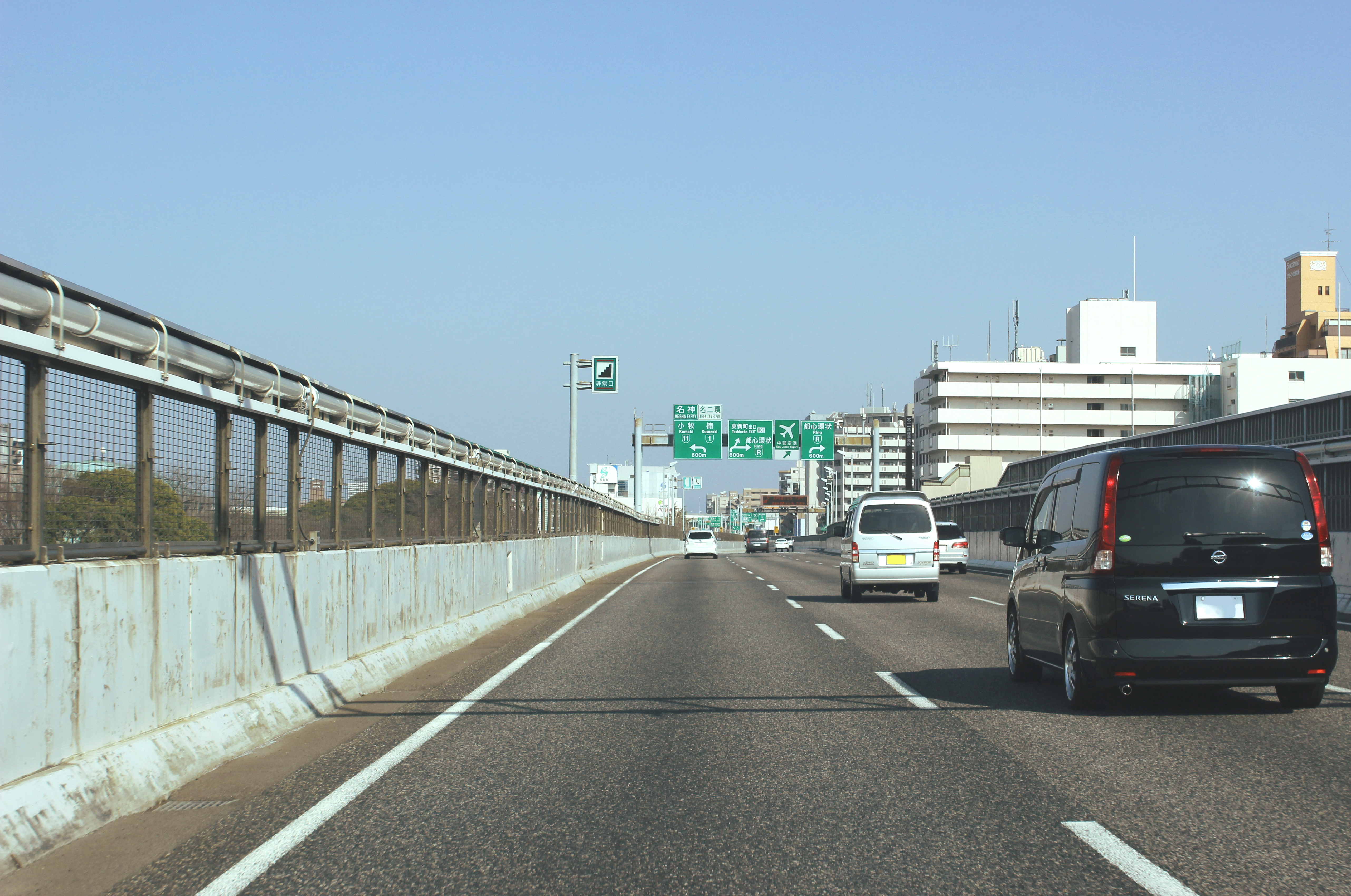
昼間の外堀通通過区間。グレアの影響を避けるため高欄よりさらに高く設置した。
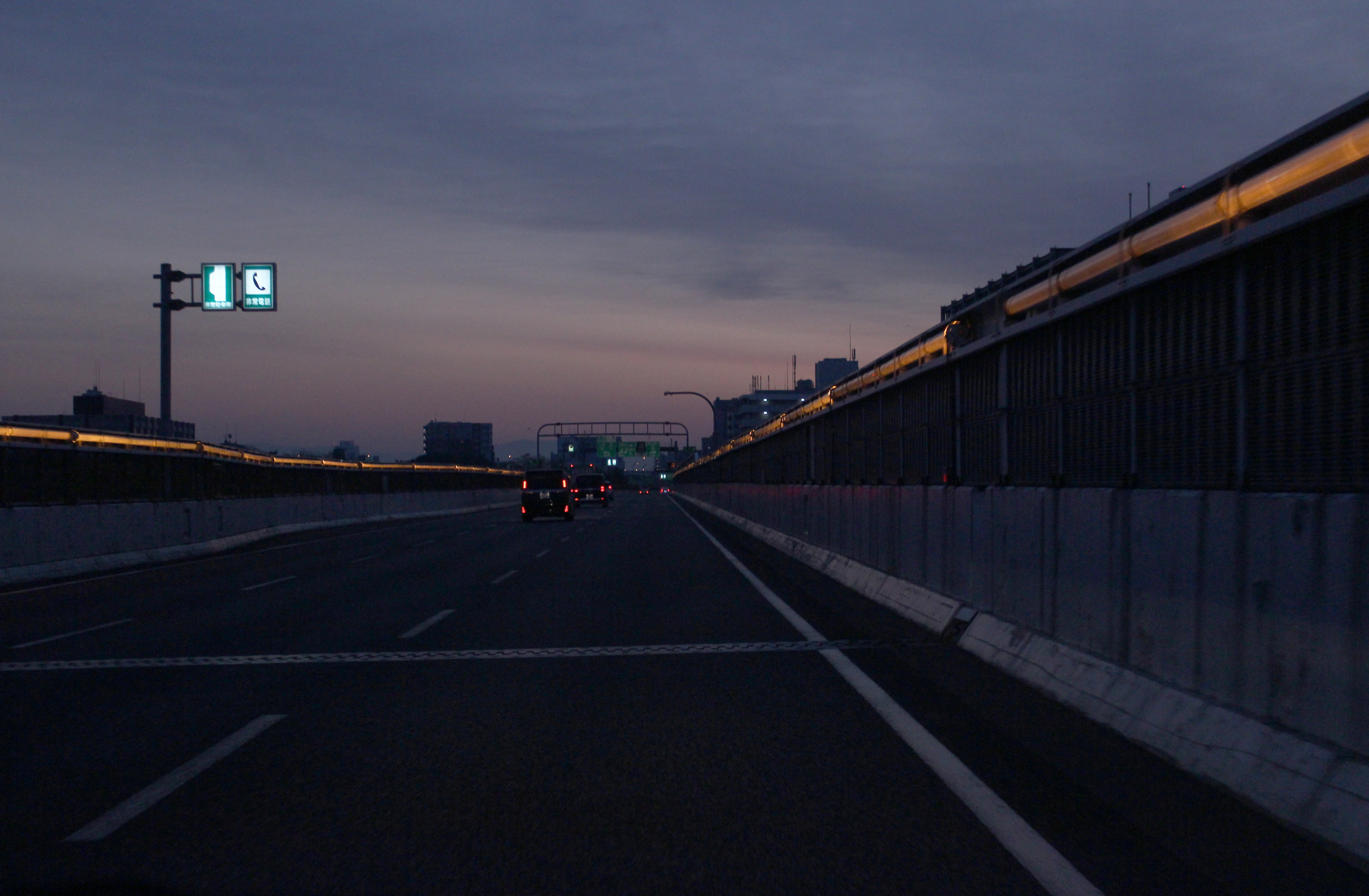
夜の光景。パイプ照明がオレンジ色に光る。視線誘導も兼ねる[92]。
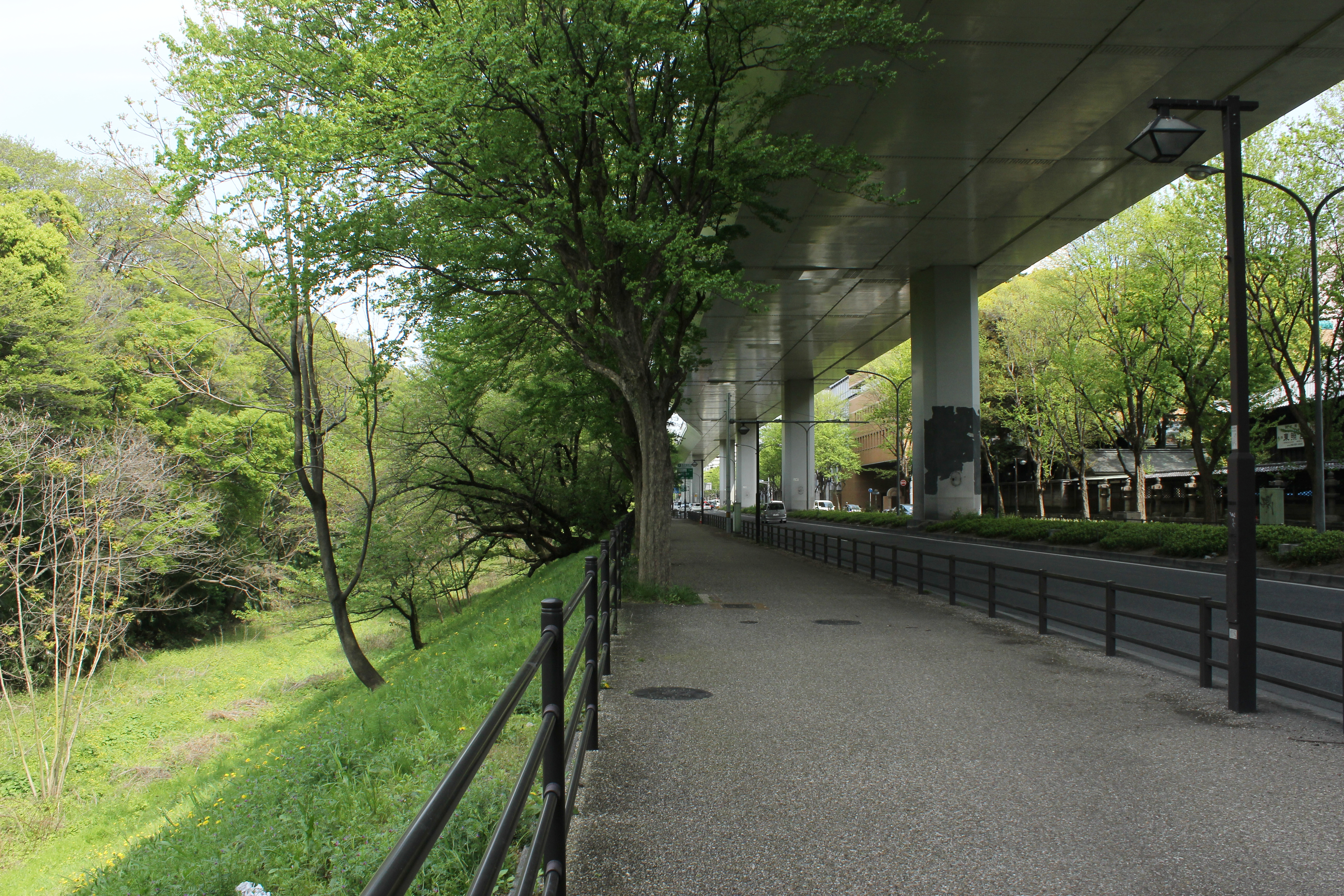
名古屋城外堀と高速分岐2号

### 都心小ループ

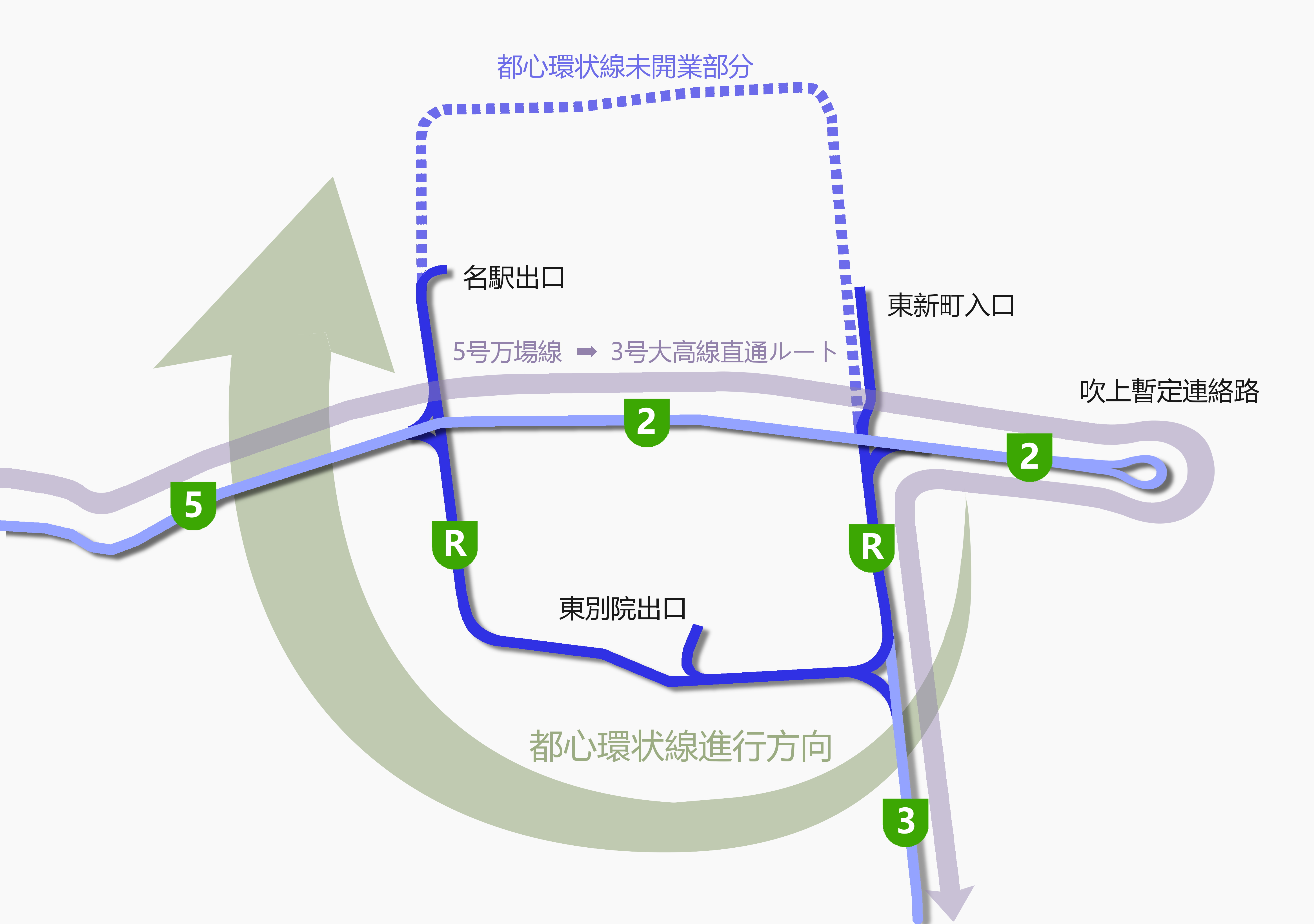
1988年4月26日の都心小ループ完成時の路線図。紺色線が都心環状線で破線は未開通線。（路線番号は解りやすさから現在の基準で表示）

環状ルートが全線開通していなかった時代、環状線が時計回りの一方通行方式である制約から5号万場線から3号大高線へ直通することは不可能であった。そこで、吹上まで延伸した2号東山線を吹上でUターンさせたうえで丸田町JCT経由で3号大高線に直通させることとして「吹上暫定連絡路」が開設された。これが都心部における最初の環状形態であり「都心小ループ」と称された。その後、吹上暫定連絡路は環状ルート全通により廃止された。
しかし都心環状線の完成後、前出の5号万場線から3号大高線に向かうためには、都心環状線を新洲崎JCTから時計回りに大きく周回して大高線が接続する鶴舞南JCTまで走行する必要があること、さらに1号楠線が全線開通で東片端JCTに接続したが、楠線から5号万場線に向かう際も同様に都心環状線の構造上の制約により丸田町JCTから万場線方面に流入できず、都心環状線を鶴舞南と山王の両JCTを経由する形で大きく周回したうえで新洲崎JCTから万場線へ流入すること（後述）になるため、都心環状線に交通が著しく集中し慢性的な渋滞が発生するという問題が生じた。
そこで2号東山線の吹上東出入口を活用する形で、2004（平成16年）年2月からETC無線通行に限り、吹上東出口から流出後15分以内に吹上東入口に入場した場合は名古屋高速の利用を1回の通行とみなし、新たな通行料金徴収を不要とする運用を開始した。各支線間を乗り継ぐ場合に吹上東出入口を利用する（実質的にかつての吹上暫定連絡路と同様の運用を行う）ことで都心環状線の走行をショートカットする形で、都心環状線の混雑緩和を図る目的から始められている。

### ジャンクションカーブ
都心環状線は既設の直線状の大通りに建設されたこともあって直線区間が多勢となっている。このことは用地の制約から既設の道路上しか建設できない都市高速道路特有の問題をも浮き彫りにしている。つまり、高速道路の向きを変える場合に十字に交わる既設の道路上をカーブすることから、勢いカーブ半径も小さくなり、半径90 mの急カーブとならざるを得ないことである。1985年（昭和60年）に東新町入口 - 東別院出口が都心環状線として初めて開通して以降、3号大高線と高速分岐3号を繋ぐ鶴舞南JCTでスピード超過によりカーブを曲がり切れずに側壁に激突する利用者が続出したことから、公社としては路面の表示変更やカーブ部分の点滅灯を黄色から赤色にするなど様々な対策を取ってきた。現状では都心環状線に存在する6つのジャンクション全てに急カーブが存在し、この区間の最高速度は50 km/hに規制されている。なお、その後も同様の事故が頻発し、材木および金属を積載したトラックが激突のうえ材料落下によって民家に甚大な被害を与えて以降はカーブ箇所に落下防止用フェンスが設置され、ジャンクションカーブに特有の印象を付与している。
都心環状線直線区間の基本3車線に対して、ジャンクションカーブ区間は2車線に減少する。このことから、かつて山王JCTでは渋滞が多発し、それを先頭として3号大高線全線に渡って渋滞が発生していた。この対策として、4号東海線が接続する直前に都市計画変更のうえ、当該ジャンクションを3車線に拡幅、併せてカーブ最小半径も拡大された。

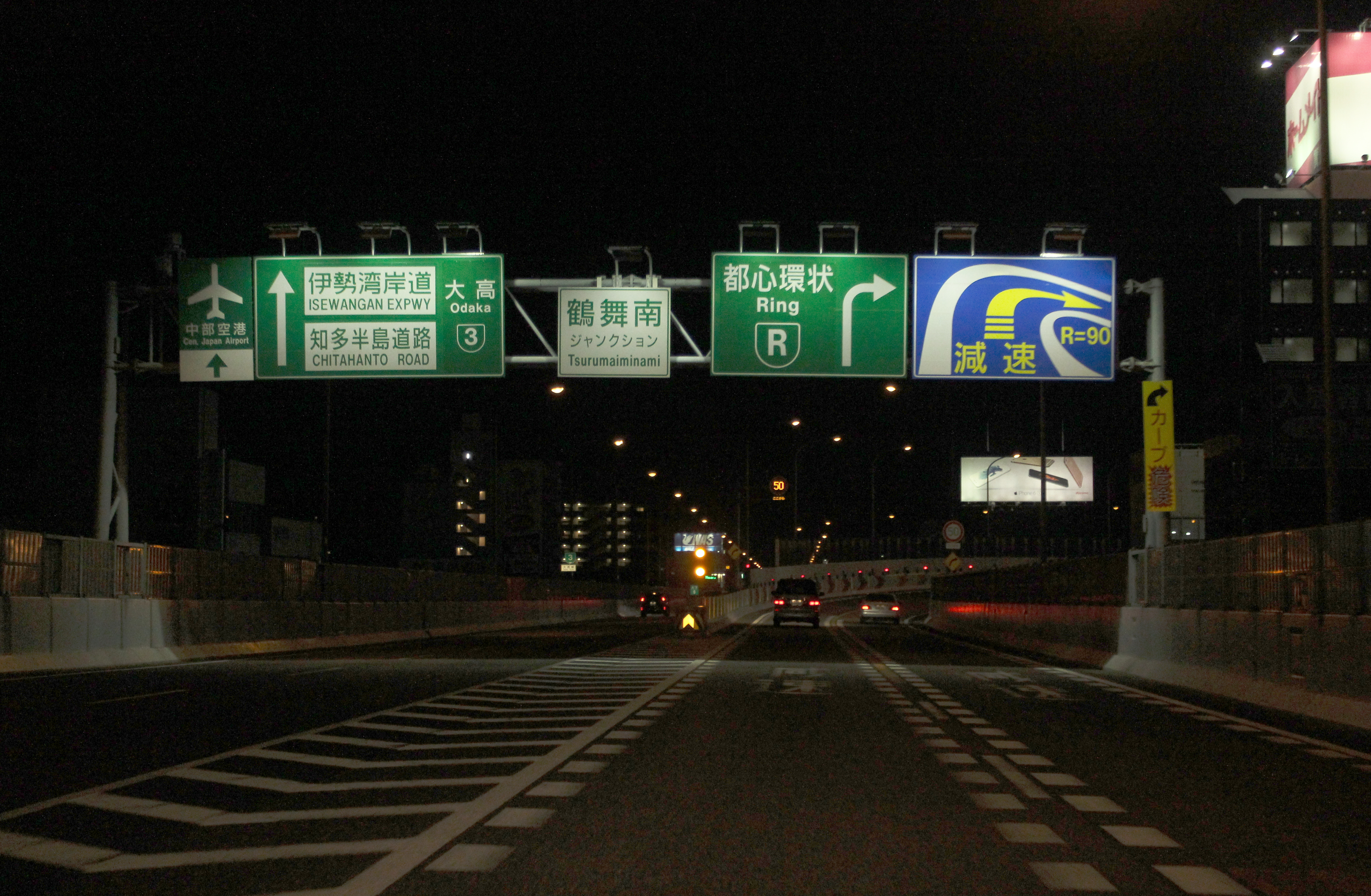
鶴舞南JCT手前の注意標識とカーブの赤色点滅灯
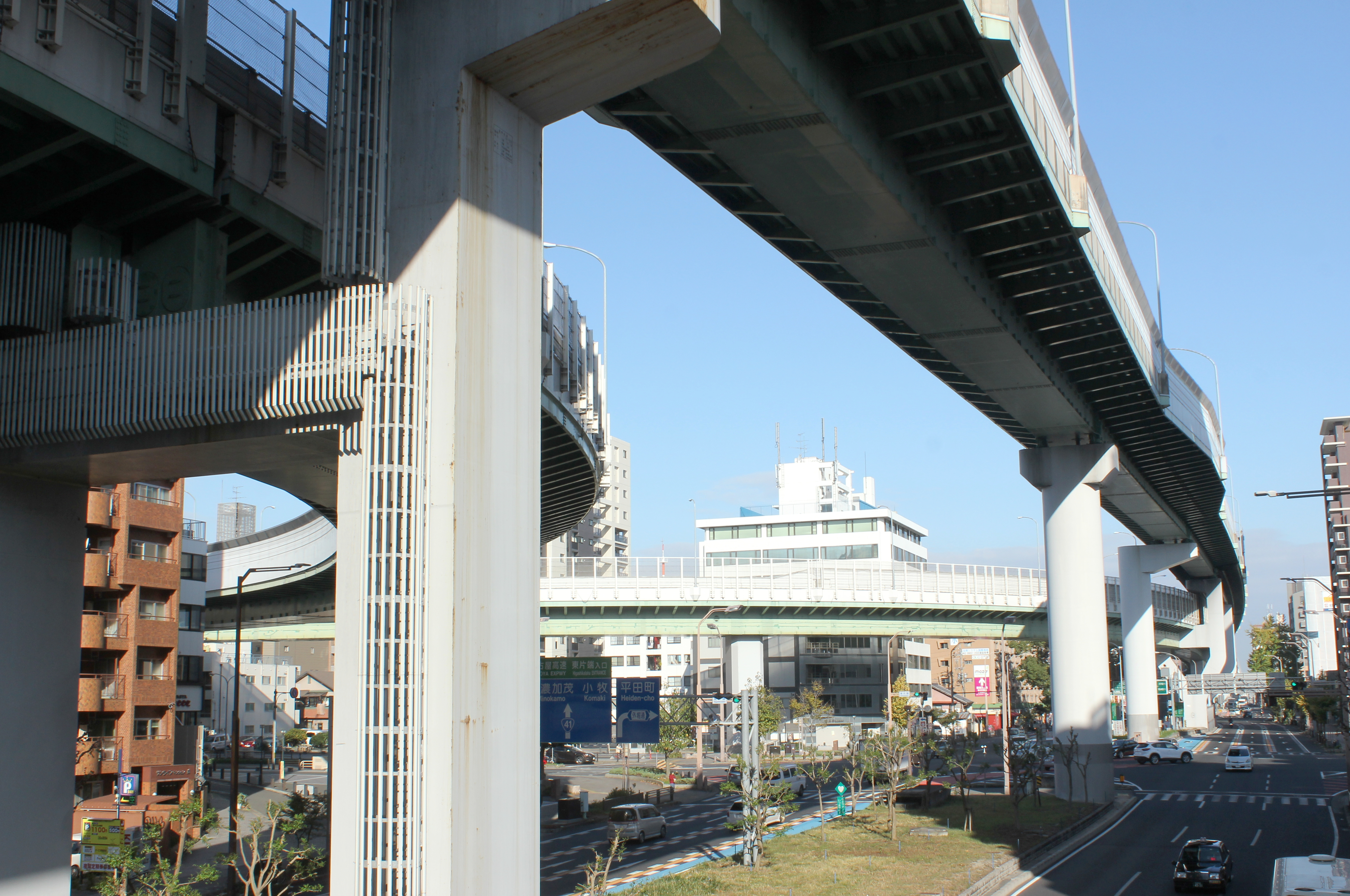
平面街路の十字路を利用してカーブするため勢い半径も小さくなり急カーブとなる（東片端JCT）
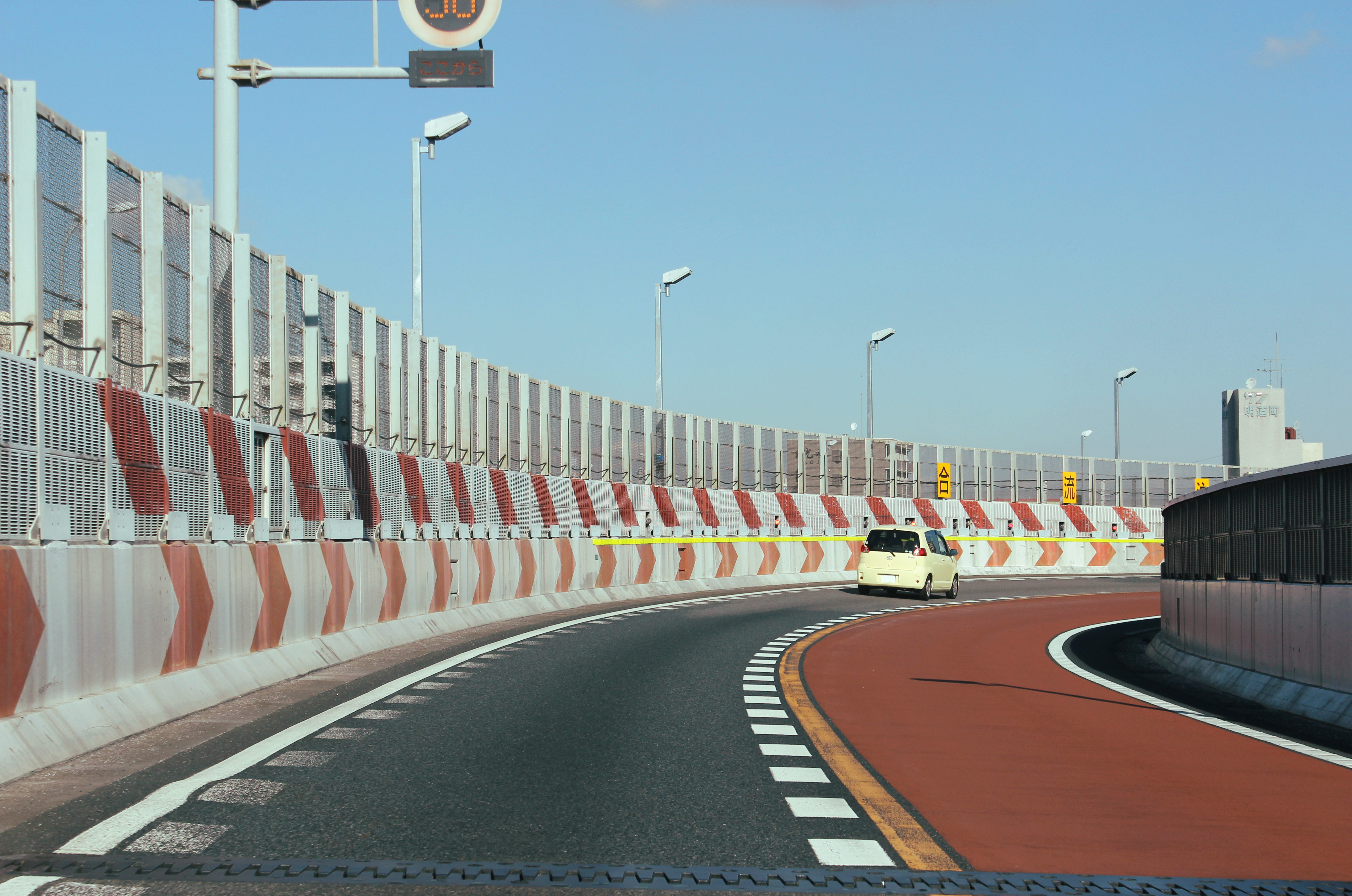
急カーブ区間（明道町JCT）
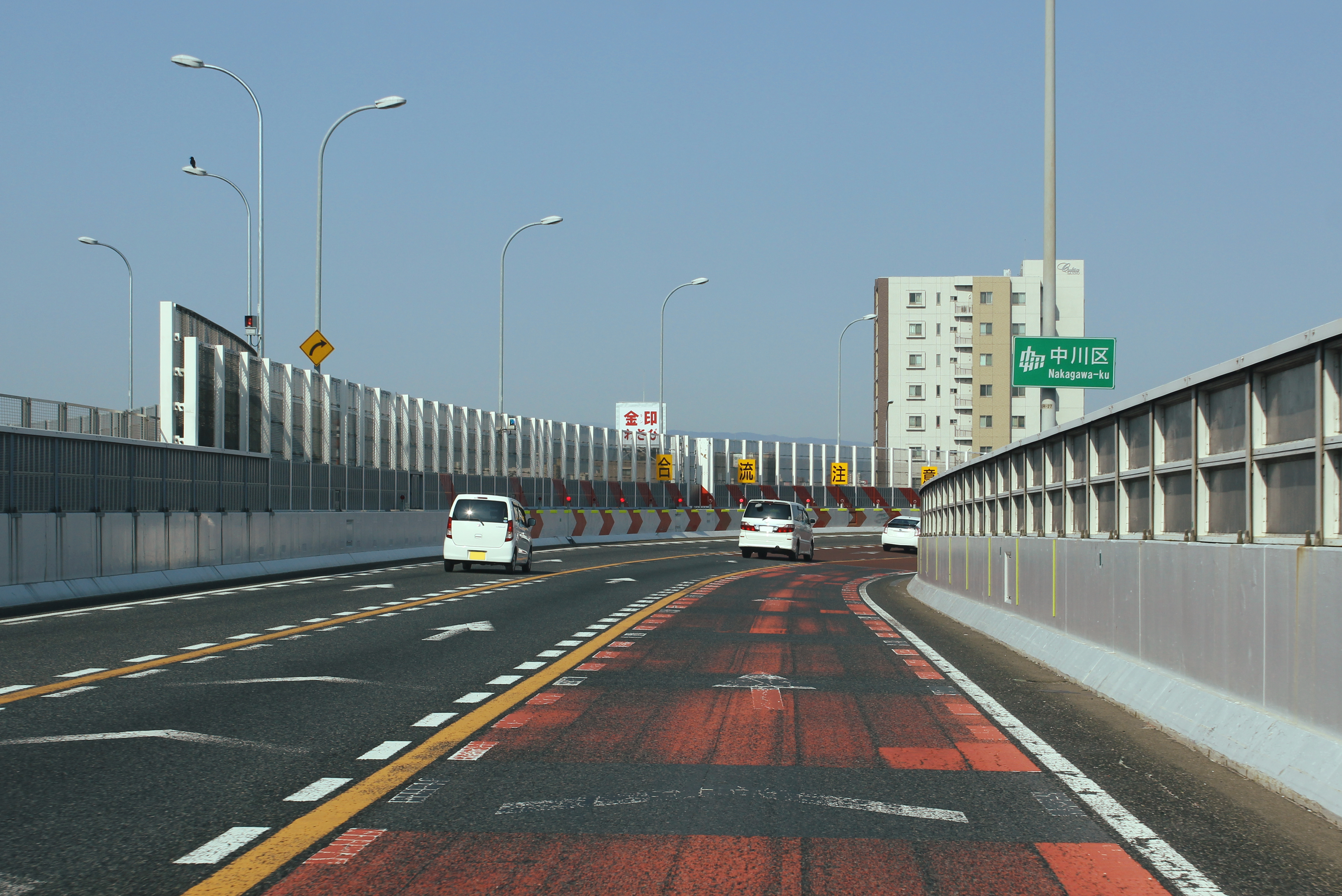
3車線に拡幅された山王JCT
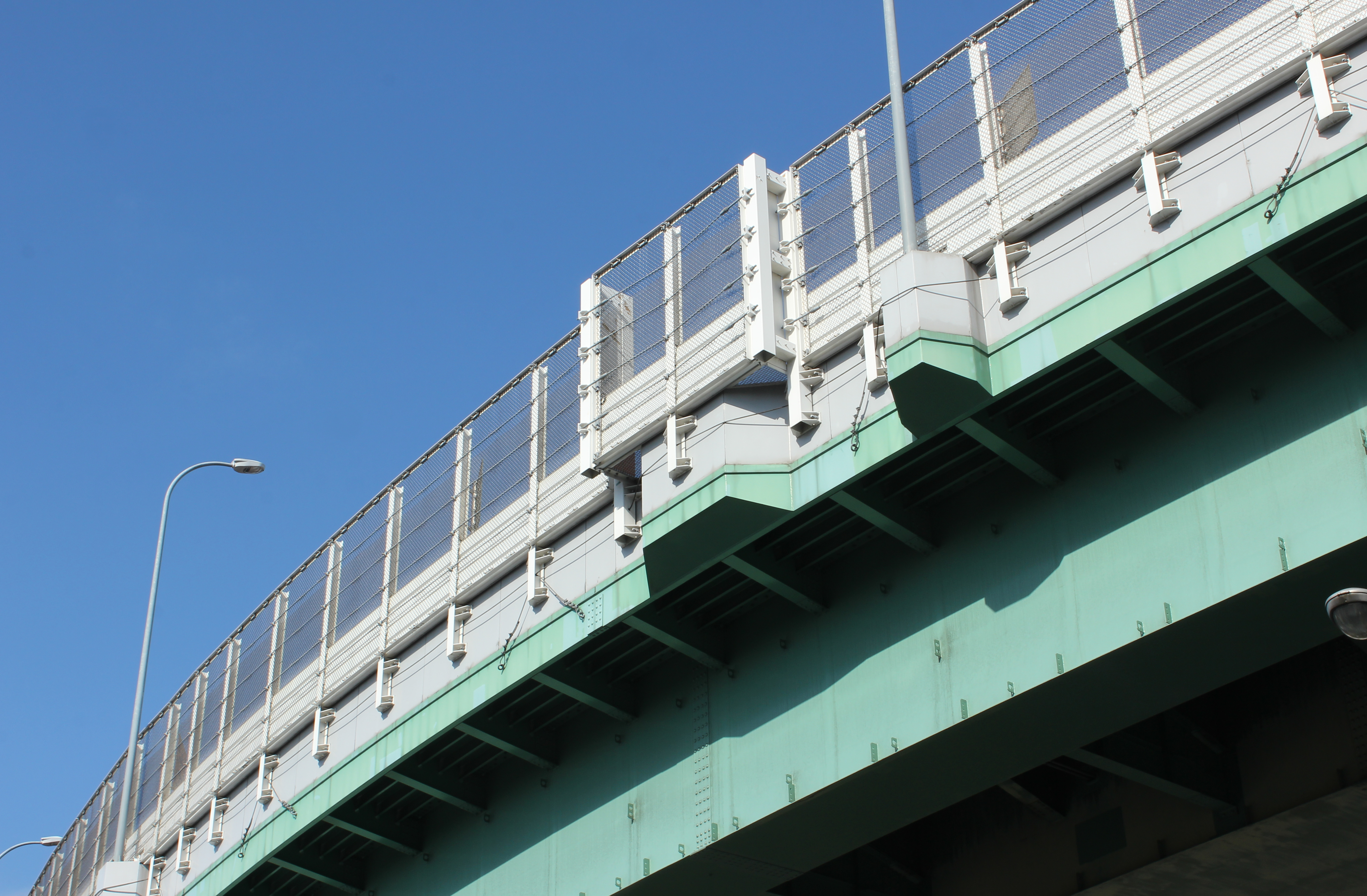
JCTカーブの落下防止用フェンス （山王JCT）

## 地理

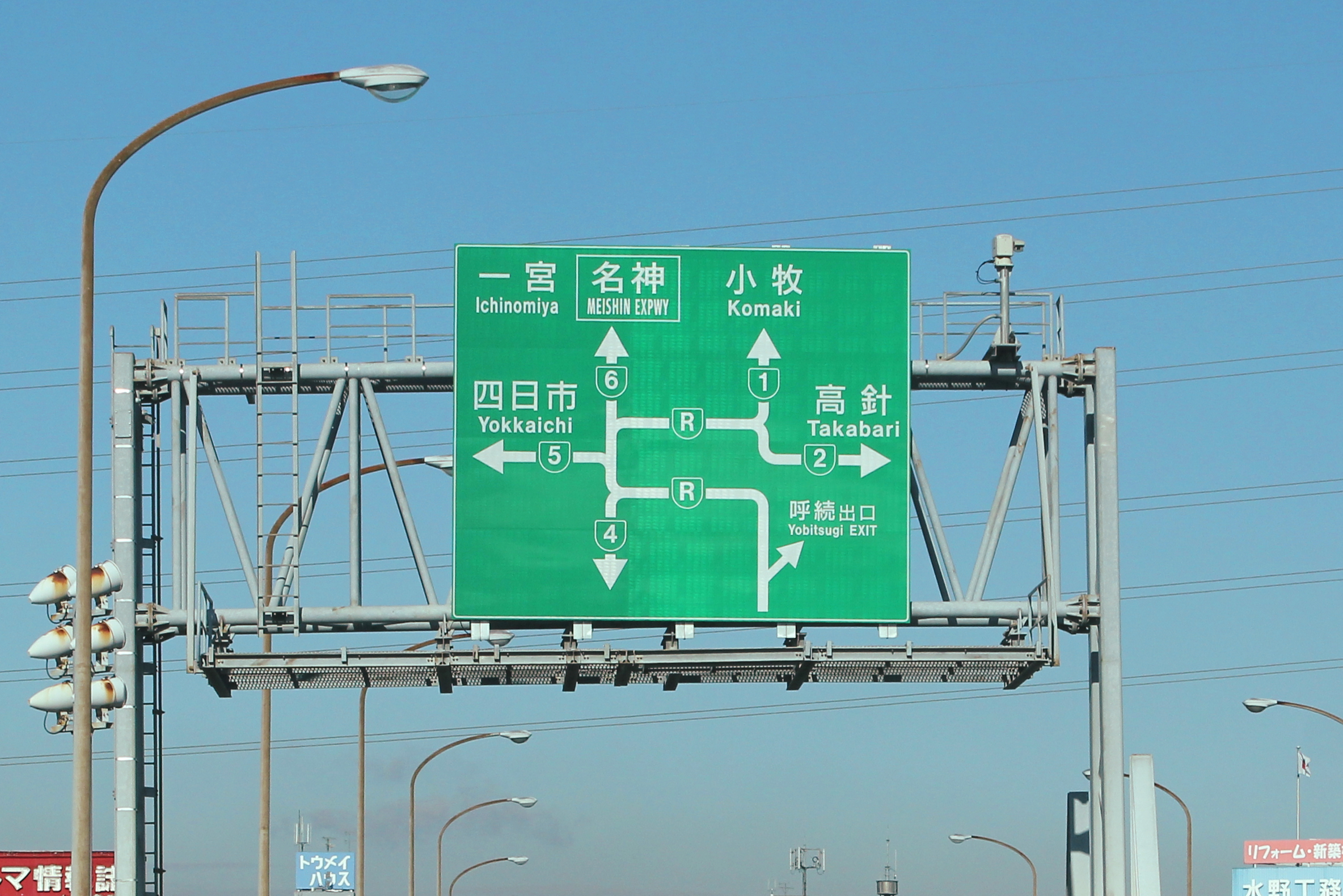
3号大高線の都心環状線利用案内標識。都心環状線が一方通行方式のため3号大高線→1号楠線へは直進不可。

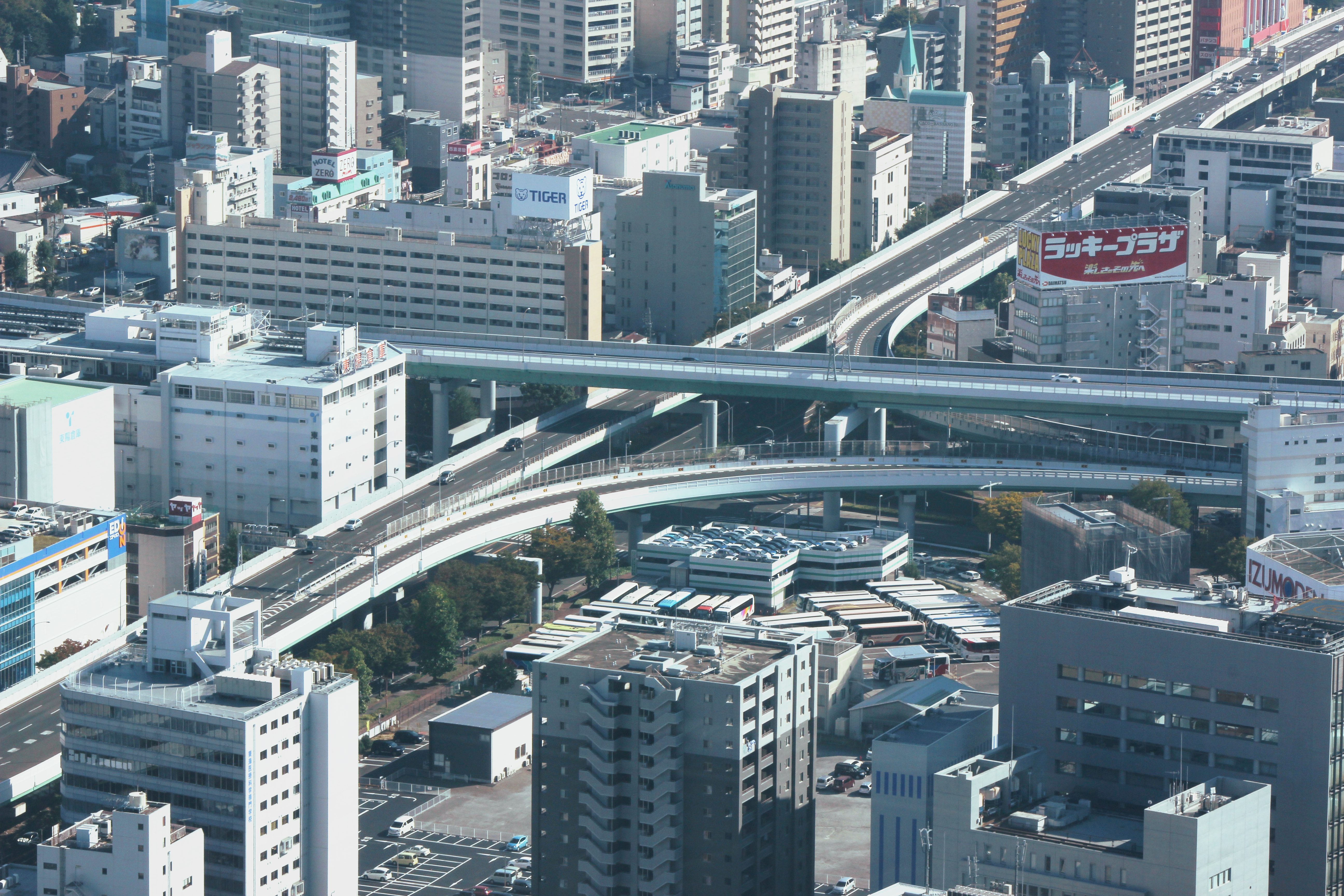
新洲崎JCT。右奥から左手前の道路が都心環状線、左右に横切る道路のうちの左が2号東山線、右が5号万場線。都心環状線と5号万場線のみ連絡できる構造で、都心環状線と2号東山線は渡り線がないために連絡できない。

### 通過する自治体
- 名古屋市
  - 東区 - 中区 - 昭和区 - 中川区 - 中村区 - 西区

### 接続する高速道路
全て名古屋高速道路との接続である。ただし、都心環状線は時計回りの一方通行方式であることから、走行経路によっては各路線の接続距離に差異が生じる。一例を挙げると、1号楠線から3号大高線に接続する場合は短距離の直線連絡となるが、反対に3号大高線から1号楠線に接続する場合は、東別院、名駅を経て大きく迂回しなければならない。この場合、直線移動と比較すると約4 kmの大回りである。特に3号大高線から2号東山線に直通する場合、鶴舞南JCT - 丸田町JCT間は直線距離にして1.2 kmであるにもかかわらず、実際の走行は環状ルートの4分の3以上、9.1 kmを走行しての連絡である。
なお、都心環状線のほぼ中央を東西に貫通する2号東山線の新洲崎JCT - 丸田町JCT間（2.2 km）は都心環状線の走行ルートとして使用することは出来ない。これは、ジャンクションの渡り線が環状ルートの外側に設けられ、内側には無いためである。従って、新洲崎JCTは5号万場線のみと連絡、丸田町JCTは2号東山線の吹上、高針方面のみの連絡であり、その内側の2.2 km区間に直接乗り入れることは出来ない。逆も同様で、5号万場線から都心環状線に乗り入れできるのは新洲崎JCTのみで丸田町JCTで合流することはできない。また、2号東山線吹上方面から環状ルートに合流できるのは丸田町JCTのみで新洲崎JCTで合流することはできない。
- 名古屋高速1号楠線（東片端JCTで接続）
- 名古屋高速2号東山線（丸田町JCTで接続）
- 名古屋高速3号大高線（鶴舞南JCTで接続）
- 名古屋高速4号東海線（山王JCTで接続）
- 名古屋高速5号万場線（新洲崎JCTで接続）
- 名古屋高速6号清須線（明道町JCTで接続）